# Liga Europa Conferencia de la UEFA 2022-23
La Liga Europa Conferencia de la UEFA 2022-23 (UECL) fue la 2.ª edición de la competición. La final se jugó en el Eden Arena de Praga (República Checa), y el campeón invicto fue el West Ham inglés, el cual se clasificó directamente a la fase de grupos de la Liga Europa de la UEFA 2023-24.

## Asignación
Al igual que en la Liga de Campeones de la UEFA, la clasificación para la Liga Europa Conferencia de la UEFA se dividió en dos "rutas": Ruta de Campeones y Ruta de Liga. Sin embargo, a diferencia de la Liga de Campeones, la Ruta de Campeones solo se disputó por los equipos que hayan perdido partidos de clasificación en la Liga de Campeones y, por lo tanto, han sido relegados directamente a la Liga Conferencia de la UEFA.
La clasificación para la Ruta de Liga se basa en el criterio estándar de coeficiente de la UEFA común a los torneos de la UEFA. Cada asociación tendrá tres participantes, a excepción de:
- Las asociaciones 1–5, que solo tendrán un participante
- Las asociaciones 6–7, 9-17 y 51–55, que tendrán dos participantes
- Las asociaciones 18–50, que tendrán 3 participantes.
- Liechtenstein no tiene una liga nacional y, por lo tanto, solo deberá presentar el ganador de la Copa de Liechtenstein.

Basándose en esta reorganización del fútbol de la UEFA, ninguna asociación se beneficiará de más plazas para el fútbol continental que las que tenían antes del ciclo de competición 2021–24, siendo el torneo esencialmente las asociaciones más bajas del torneo de la Europa League anterior, pero dividido en un torneo secundario.

### Clasificación de la asociación
Para la Liga Conferencia 2022-23, a las asociaciones se les asignan plazas de acuerdo con sus coeficientes de país de la UEFA 2021, que toma en cuenta su rendimiento en las competiciones europeas de 2016-17 a 2020-21.
| Clasif. | Asociación      | Coef.   | Equipos  | Notas    |
| ------- | --------------- | ------- | -------- | -------- |
| 1       | Inglaterra      | 100.569 | 1        |          |
| 2       | España          | 97.855  | 1        |          |
| 3       | Italia          | 75.438  | 1        | +1 (UEL) |
| 4       | Alemania        | 73.570  | 1        |          |
| 5       | Francia         | 56.081  | 1        |          |
| 6       | Portugal        | 48.549  | 2        | +1 (UEL) |
| 7       | Países Bajos    | 39.200  | 2        |          |
| 8       | Rusia           | 38.382  | 0        |          |
| 9       | Bélgica         | 36.500  | 2        | +1 (UEL) |
| 10      | Austria         | 35.825  | +1 (UEL) |          |
| 11      | Escocia         | 33.375  | +1 (UEL) |          |
| 12      | Ucrania         | 33.100  | +1 (UEL) |          |
| 13      | Turquía         | 30.100  | +2 (UEL) |          |
| 14      | Dinamarca       | 27.875  | +1 (UEL) |          |
| 15      | Chipre          | 27.750  | +1 (UEL) |          |
| 16      | Serbia          | 26.750  | +1 (UEL) |          |
| 17      | República Checa | 26.600  | +1 (UEL) |          |
| 18      | Croacia         | 26.275  | 3        |          |
| 19      | Suiza           | 26.225  | 3        |          |

| Clasif. | Asociación           | Coef.  | Equipos | Notas    |
| ------- | -------------------- | ------ | ------- | -------- |
| 20      | Grecia               | 26.000 | 3       |          |
| 21      | Israel               | 24.375 | 3       |          |
| 22      | Noruega              | 21.000 | 3       | +1 (UEL) |
| 23      | Suecia               | 20.500 | 3       |          |
| 24      | Bulgaria             | 20.375 | 3       | +1 (UEL) |
| 25      | Rumania              | 18.200 | 3       | +1 (UCL) |
| 26      | Azerbaiyán           | 16.875 | 3       | +1 (UEL) |
| 27      | Kazajistán           | 15.625 | 3       | +1 (UCL) |
| 28      | Hungría              | 15.500 | 3       |          |
| 29      | Bielorrusia          | 15.250 | 3       | +1 (UCL) |
| 30      | Polonia              | 15.125 | 3       | +1 (UCL) |
| 31      | Eslovenia            | 14.250 | 3       | +1 (UEL) |
| 32      | Eslovaquia           | 13.625 | 3       | +1 (UEL) |
| 33      | Liechtenstein        | 9.000  | 1       |          |
| 34      | Lituania             | 8.750  | 3       | +1 (UEL) |
| 35      | Luxemburgo           | 8.250  | 3       | +1 (UEL) |
| 36      | Bosnia y Herzegovina | 8.000  | 3       | +1 (UCL) |
| 37      | Irlanda              | 7.875  | 3       | +1 (UEL) |

| Clasif. | Asociación          | Coef. | Equipos | Notas    |
| ------- | ------------------- | ----- | ------- | -------- |
| 38      | Macedonia del Norte | 7.625 | 3       | +1 (UEL) |
| 39      | Armenia             | 7.375 | 3       | +1 (UEL) |
| 40      | Letonia             | 7.375 | 3       | +1 (UCL) |
| 41      | Albania             | 7.250 | 3       | +1 (UCL) |
| 42      | Irlanda del Norte   | 6.958 | 3       | +1 (UEL) |
| 43      | Finlandia           | 6.875 | 3       |          |
| 44      | Moldavia            | 6.875 | 3       | +1 (UEL) |
| 45      | Georgia             | 6.875 | 3       | +1 (UCL) |
| 46      | Malta               | 6.375 | 3       | +1 (UCL) |
| 47      | Islas Feroe         | 6.125 | 3       | +1 (UCL) |
| 48      | Kosovo              | 5.833 | 3       | +1 (UCL) |
| 49      | Gibraltar           | 5.666 | 3       | +1 (UCL) |
| 50      | Montenegro          | 5.000 | 3       | +1 (UCL) |
| 51      | Gales               | 5.000 | 2       | +1 (UCL) |
| 52      | Islandia            | 4.875 | 2       | +1 (UCL) |
| 53      | Estonia             | 4.750 | 2       | +1 (UCL) |
| 54      | Andorra             | 3.331 | 2       | +1 (UCL) |
| 55      | San Marino          | 1.166 | 2       | +1 (UCL) |

### Distribución
Los equipos accederán de acuerdo a la lista de acceso.
|                                                       |                                                       | Equipos que entran en esta fase | Equipos que provienen de la fase anterior                                                                               | Equipos transferidos de la Liga de Campeones                                                                                             | Equipos transferidos de la Liga Europa                                                      |
| ----------------------------------------------------- | ----------------------------------------------------- | --- | --- | --- | ------------------------------------------------------------------------------------------- |
| Primera Ronda Clasificatoria (60 equipos)             | Primera Ronda Clasificatoria (60 equipos)             | - 14 ganadores de copa nacionales de asociaciones 42–55 - 25 subcampeones de las asociaciones 30–55 (excluyendo de Liechtenstein) - 21 equipos clasificados en tercer lugar de la liga doméstica de asociaciones 29–50 (exluyendo Liechtenstein)                                                     | | |                                                                                             |
| Segunda Ronda Clasificatoria (106 equipos)            | Ruta de Campeones (16 equipos)                        | | | - 3 perdedores de la Ronda Preliminar de la Liga de Campeones - 13 perdedores de la Primera ronda clasificatoria de la Liga de Campeones |                                                                                             |
| Segunda Ronda Clasificatoria (106 equipos)            | Ruta de Liga (90 equipos)                             | - 21 ganadores de copa nacionales de asociaciones 21–41 - 14 subcampeones de la liga nacional de las asociaciones 16–29 - 16 equipos en tercer lugar de las asociaciones 13–28 - 8 equipos en cuarto lugar de las asociaciones 7–15 (excluyendo Rusia) - 1 equipo en quinto lugar de la asociación 6 | - 30 ganadores de la Primera Ronda Clasificatoria                                                                       | |                                                                                             |
| Tercera Ronda Clasificatoria (64 equipos)             | Ruta de Campeones (10 equipos)                        | | - 8 ganadores de la Ruta de Campeones de la Segunda ronda clasificatoria                                                | - 2 perdedores de la Primera ronda clasificatoria de la Liga de Campeones                                                                |                                                                                             |
| Tercera Ronda Clasificatoria (64 equipos)             | Ruta de Liga (54 equipos)                             | - 3 ganadores de copa nacionales de asociaciones 18–20 - 5 equipos en tercer lugar de las asociaciones 7–12 (excluyendo Rusia) - 1 equipo en cuarto lugar de la asociación 6 | - 45 ganadores de la Ruta de Liga de la Segunda ronda clasificatoria                                                    | |                                                                                             |
| Ronda de Play-Off (44 equipos)                        | Ruta de Campeones (10 equipos)                        | | - 5 ganadores de la Ruta de Campeones de la Tercera ronda clasificatoria                                                | | - 5 perdedores de la Ruta de Campeones de la Tercera ronda clasificatoria de la Liga Europa |
| Ronda de Play-Off (44 equipos)                        | Ruta de Liga (34 equipos)                             | - 1 equipo en quinto lugar de la asociación 5 - 4 equipos en sexto lugar de las asociaciones 1–4 | - 27 ganadores de la Ruta de Liga de la Tercera ronda clasificatoria                                                    | | - 2 perdedores de la Ruta de Liga de la Tercera ronda clasificatoria de la Liga Europa      |
| Fase de Grupos (32 equipos)                           | Fase de Grupos (32 equipos)                           | | - 5 ganadores de la Ruta de Campeones de la Ronda de Play-Off - 17 ganadores de la Ruta de Liga de la Ronda de Play-Off | | - 10 perdedores de la Ronda de Play-Off de la Liga Europa                                   |
| Ronda Preliminar de la Fase Eliminatoria (16 equipos) | Ronda Preliminar de la Fase Eliminatoria (16 equipos) | | - 8 subcampeones de la fase de grupos                                                                                   | | - 8 equipos clasificados en tercer lugar de la fase de grupos de la Liga Europa             |
| Fase Eliminatoria (16 equipos)                        | Fase Eliminatoria (16 equipos)                        | | - 8 ganadores de la fase de grupos - 8 ganadores de la Ronda Preliminar de la Fase Eliminatoria                         | |                                                                                             |

## Equipos
- CC: Campeón de copa
- CCL: Campeón de Copa de la Liga
- TR: Ganador de temporada regular
- PO: Ganador de Play-Off
- LC: Procedente de la Liga de Campeones
  - 1R: Perdedor de la Primera ronda previa
  - RP: Perdedor de la Ronda preliminar
- EL: Procedente de la Liga Europa
  - FG: Tercero en fase de grupos
  - PO: Perdedor de la Ronda de Play-Off
  - 3R: Perdedor de la Tercera ronda previa

| 'Ronda preliminar de la fase eliminatoria' | 'Ronda preliminar de la fase eliminatoria' | 'Ronda preliminar de la fase eliminatoria' | 'Ronda preliminar de la fase eliminatoria' |
| ------------------------------------------ | ------------------------------------------ | ------------------------------------------ | ------------------------------------------ |
| Bodø/Glimt (EL FG)                         | Ludogorets Razgrad (EL FG)                 | Sheriff Tiraspol (EL FG)                   | Qarabağ (EL FG)                            |
| AEK Larnaca (EL FG)                        | Braga (EL FG)                              | Lazio (EL FG)                              | Trabzonspor (EL FG)                        |
| Fase de grupos                             |                                            |                                            |                                            |
| Dnipro-1 (EL PO)                           | Heart of Midlothian (EL PO)                | Shamrock Rovers (EL PO)                    | Pyunik (EL PO)                             |
| Gent (EL PO)                               | Silkeborg (EL PO)                          | Apollon Limassol (EL PO)                   | Žalgiris (EL PO)                           |
| Austria Viena (EL PO)                      | Sivasspor (EL PO)                          |                                            |                                            |
| Ronda de Play-Off                          |                                            |                                            |                                            |
| Ruta de Campeones                          | Ruta de Campeones                          | Ruta de Liga                               | Ruta de Liga                               |
| F91 Dudelange (EL 3R)                      | F91 Dudelange (EL 3R)                      | West Ham United (7.°)                      | Partizán (EL 3R)                           |
| Shkupi (EL 3R)                             | Shkupi (EL 3R)                             | Villarreal (7.°)                           | Slovácko (EL 3R)                           |
| Linfield (EL 3R)                           | Linfield (EL 3R)                           | Fiorentina (7.°)                           |                                            |
| Slovan Bratislava (EL 3R)                  | Slovan Bratislava (EL 3R)                  | Colonia (7.°)                              |                                            |
| Maribor (EL 3R)                            | Maribor (EL 3R)                            | Niza (5.º)                                 |                                            |
| Tercera ronda clasificatoria               |                                            |                                            |                                            |
| Ruta de Campeones                          | Ruta de Liga                               | Ruta de Liga                               | Ruta de Liga                               |
| Shakhtyor Soligorsk (LC 1R)                | Gil Vicente (5.º)                          | Wolfsberger (4.º)                          | Hajduk Split (CC)                          |
| RFS (LC 1R)                                | Twente (4.°)                               | Dundee United (4.º)                        | Lugano (CC)                                |
|                                            | Anderlecht (3.º)                           | Zoryá Lugansk (CAN-4.º)                    | Panathinaikos (CC)                         |
| Segunda ronda clasificatoria               |                                            |                                            |                                            |
| Ruta de Campeones                          | Ruta de Liga                               | Ruta de Liga                               | Ruta de Liga                               |
| CFR Cluj (LC 1R)                           | Vitória de Guimarães (6.º)                 | PAOK (2.º)                                 | Kairat (CC)                                |
| Sutjeska (LC 1R)                           | AZ (PO)                                    | Aris Salónica (3.º)                        | Astaná (2.º)                               |
| Tirana (LC 1R)                             | Antwerp (4.º)                              | Hapoel Be'er Sheva (CC)                    | Kyzylzhar (4.º)                            |
| Tobol (LC 1R)                              | Rapid Viena (PO)                           | Maccabi Tel Aviv (3.º)                     | Kisvárda (2.º)                             |
| Víkingur (LC 1R)                           | Motherwell (5.º)                           | Maccabi Netanya (4.º)                      | Puskás Akadémia (3.º)                      |
| Ballkani (LC 1R)                           | Vorskla Poltava (CAN-5.º)                  | Molde (CC)                                 | Fehérvár (4.º)                             |
| KÍ (LC 1R)                                 | Konyaspor (3.º)                            | Viking (3.º)                               | Gomel (CC)                                 |
| The New Saints (LC 1R)                     | İstanbul Başakşehir (4.º)                  | Lillestrøm (4.º)                           | BATE Borísov (2.º)                         |
| Hibernians (LC 1R)                         | Brøndby (4.º)                              | AIK (2.º)                                  | Raków Częstochowa (CC)                     |
| Lech Poznań (LC 1R)                        | Viborg (PO)                                | Djurgårdens (3.º)                          | Koper (CC)                                 |
| Lincoln Red Imps (LC 1R)                   | APOEL (3.º)                                | Elfsborg (4.º)                             | Spartak Trnava (CC)                        |
| Zrinjski Mostar (LC 1R)                    | Aris Limassol (4.º)                        | Levski Sofia (CC)                          | Vaduz (CC)                                 |
| Dinamo Batumi (LC 1R)                      | Čukarički (3.º)                            | CSKA Sofía (2.º)                           | Sūduva (2.º)                               |
| Inter Club d'Escaldes (LC RP)              | Radnički Niš (4.º)                         | Botev Plovdiv (PO)                         | Racing Union (CC)                          |
| Levadia (LC RP)                            | Slavia Praga (2.º)                         | Sepsi (CC)                                 | Velež Mostar (CC)                          |
| La Fiorita (LC RP)                         | Sparta Praga (3.º)                         | FCSB (2.º)                                 | St. Patrick's Athletic (CC)                |
|                                            | Osijek (3.º)                               | Universitatea Craiova (PO)                 | Makedonija GP (CC)                         |
| Rijeka (4.º)                               | Neftchi Baku (2.º)                         | Ararat-Armenia (2.º)                       |                                            |
| Basilea (2.º)                              | Zira (3.º)                                 | Valmiera (2.º)                             |                                            |
| Young Boys (3.º)                           | Qäbälä (4.º)                               | Vllaznia (CC)                              |                                            |
| Primera ronda clasificatoria               |                                            |                                            |                                            |
| Dinamo Minsk (3.º)                         | Akademija Pandev (2.º)                     | Milsami Orhei (3.º)                        | St. Joseph's (3.º)                         |
| Pogoń Szczecin (3.º)                       | Shkëndija (3.º)                            | Sfîntul Gheorghe (4.º)                     | Bruno's Magpies (4.º)                      |
| Lechia Gdańsk (4.º)                        | Alashkert (3.º)                            | Saburtalo Tbilisi (CC)                     | Budućnost (CC)                             |
| Olimpija Ljubljana (3.º)                   | Ararat (4.º)                               | Dinamo Tbilisi (2.º)                       | Dečić (3.º)                                |
| Mura (4.º)                                 | Liepāja (3.º)                              | Dila Gori (3.º)                            | Iskra (4.º)                                |
| Ružomberok (2.º)                           | Riga (4.º)                                 | Floriana (CC)                              | Bala Town (2.º)                            |
| Dunajská Streda (PO)                       | Laçi (2.º)                                 | Ħamrun Spartans (3.º)                      | Newtown (3.º)                              |
| Kauno Žalgiris (3.º)                       | Partizani (3.º)                            | Gżira United (4.º)                         | Breiðablik (2.º)                           |
| Panevėžys (4.º)                            | Crusaders (CC)                             | B36 (CC)                                   | KR (3.º)                                   |
| Differdange 03 (2.º)                       | Cliftonville (2.º)                         | HB (2.º)                                   | Paide Linnameeskond (CC)                   |
| Fola Esch (3.º)                            | Larne (PO)                                 | Vikingur (3.º)                             | Flora (2.º)                                |
| Tuzla City (2.º)                           | KuPS (CC)                                  | Llapi (CC)                                 | Atlètic Club d'Escaldes (CC)               |
| Borac (3.º)                                | SJK (3.º)                                  | Drita (2.º)                                | Santa Coloma (2.º)                         |
| Sligo Rovers (3.º)                         | Inter Turku (4.º)                          | Gjilani (3.º)                              | Tre Fiori (CC)                             |
| Derry City (4.º)                           | Petrocub Hîncești (2.º)                    | Europa (2.º)                               | Tre Penne (2.º)                            |

## Calendario
El calendario de la competición es el siguiente, todos los sorteos se llevan a cabo en la sede de la UEFA en Nyon, Suiza.
| Fase              | Ronda             | Sorteo                 | Ida                                                           | Vuelta                                                        |
| ----------------- | ----------------- | ---------------------- | ------------------------------------------------------------- | ------------------------------------------------------------- |
| Clasificación     | Primera ronda     | 14 de junio de 2022    | 7 de julio de 2022                                            | 14 de julio de 2022                                           |
| Clasificación     | Segunda ronda     | 15 de junio de 2022    | 21 de julio de 2022                                           | 28 de julio de 2022                                           |
| Clasificación     | Tercera ronda     | 18 de julio de 2022    | 4 de agosto de 2022                                           | 11 de agosto de 2022                                          |
| Play-off          | Ronda de Play-off | 2 de agosto de 2022    | 18 de agosto de 2022                                          | 25 de agosto de 2022                                          |
| Fase de grupos    | Jornada 1         | 26 de agosto de 2022   | 8 de septiembre de 2022                                       | 8 de septiembre de 2022                                       |
| Fase de grupos    | Jornada 2         | 26 de agosto de 2022   | 15 de septiembre de 2022                                      | 15 de septiembre de 2022                                      |
| Fase de grupos    | Jornada 3         | 26 de agosto de 2022   | 6 de octubre de 2022                                          | 6 de octubre de 2022                                          |
| Fase de grupos    | Jornada 4         | 26 de agosto de 2022   | 13 de octubre de 2022                                         | 13 de octubre de 2022                                         |
| Fase de grupos    | Jornada 5         | 26 de agosto de 2022   | 27 de octubre de 2022                                         | 27 de octubre de 2022                                         |
| Fase de grupos    | Jornada 6         | 26 de agosto de 2022   | 3 de noviembre de 2022                                        | 3 de noviembre de 2022                                        |
| Fase eliminatoria | Playoffs          | 7 de noviembre de 2022 | 16 de febrero de 2023                                         | 23 de febrero de 2023                                         |
| Fase eliminatoria | Octavos           | 24 de febrero de 2023  | 9 de marzo de 2023                                            | 16 de marzo de 2023                                           |
| Fase eliminatoria | Cuartos           | 17 de marzo de 2023    | 13 de abril de 2023                                           | 20 de abril de 2023                                           |
| Fase eliminatoria | Semifinales       | 17 de marzo de 2023    | 11 de mayo de 2023                                            | 18 de mayo de 2023                                            |
| Fase eliminatoria | Final             | 17 de marzo de 2023    | 7 de junio de 2023 en el Eden Arena en Praga, República Checa | 7 de junio de 2023 en el Eden Arena en Praga, República Checa |

## Fase clasificatoria

### Primera ronda clasificatoria
Se espera que un total de 60 equipos jueguen en la primera ronda de clasificación, todos entran en esta ronda.
| Equipo 1           | Agr.         | Equipo 2                | Ida | Vuelta |
| ------------------ | ------------ | ----------------------- | --- | ------ |
| Alashkert          | 2–4          | Ħamrun Spartans         | 1–0 | 1–4    |
| Lechia Gdańsk      | 6–2          | Akademija Pandev        | 4–1 | 2–1    |
| Inter Turku        | 1–3          | Drita                   | 1–0 | 0–3    |
| Dinamo Tbilisi     | 4–4 (5–6 p.) | Paide Linnameeskond     | 2–3 | 2–1    |
| Panevėžys          | 0–2          | Milsami Orhei           | 0–0 | 0–2    |
| Laçi               | 1–0          | Iskra                   | 0–0 | 1–0    |
| Gjilani            | 2–3          | Liepāja                 | 1–0 | 1–3    |
| Sfîntul Gheorghe   | 2–4          | Mura                    | 1–2 | 1–2    |
| KuPS               | 2–0          | Dila Gori               | 2–0 | 0–0    |
| Ružomberok         | 2–0          | Kauno Žalgiris          | 2–0 | 0–0    |
| Budućnost          | 4–2          | Llapi                   | 2–0 | 2–2    |
| Gżira United       | 2–1 (t. s.)  | Atlètic Club d'Escaldes | 1–1 | 1–0    |
| Borac              | 3–3 (3–4 p.) | B36                     | 2–0 | 1–3    |
| Olimpija Ljubljana | 3–2 (t. s.)  | Differdange 03          | 1–1 | 2–1    |
| St. Joseph's       | 1–0          | Larne                   | 0–0 | 1–0    |
| Santa Coloma       | 1–5          | Breiðablik              | 0–1 | 1–4    |
| Dunajská Streda    | 5–1          | Cliftonville            | 2–1 | 3–0    |
| Vikingur           | 3–1          | Europa                  | 1–0 | 2–1    |
| Bala Town          | 2–2 (3–4 p.) | Sligo Rovers            | 1–2 | 1–0    |
| Fola Esch          | 1–4          | Tre Fiori               | 0–1 | 1–3    |
| Dinamo Minsk       | 3–2          | Dečić                   | 1–1 | 2–1    |
| Tre Penne          | 0–8          | Tuzla City              | 0–2 | 0–6    |
| Saburtalo Tbilisi  | 1–1 (5–4 p.) | Partizani               | 0–1 | 1–0    |
| Shkëndija          | 4–2          | Ararat                  | 2–0 | 2–2    |
| Floriana           | 0–1          | Petrocub Hîncești       | 0–0 | 0–1    |
| Pogoń Szczecin     | 4–2          | KR                      | 4–1 | 0–1    |
| HB                 | 2–2 (2–4 p.) | Newtown                 | 1–0 | 1–2    |
| Bruno's Magpies    | 3–4          | Crusaders               | 2–1 | 1–3    |
| Flora              | 3–4 (t. s.)  | SJK                     | 1–0 | 2–4    |
| Derry City         | 0–4          | Riga                    | 0–2 | 0–2    |

### Segunda ronda clasificatoria
La segunda ronda de clasificación se divide en dos secciones separadas: Ruta de Campeones (para los campeones de la liga) y Ruta de Liga (para los ganadores de la copa y los no campeones de la liga). Se espera que un total de 106 equipos jueguen en la segunda ronda de clasificación.
| Equipo 1    | Agr. | Equipo 2              | Ida | Vuelta |
| ----------- | ---- | --------------------- | --- | ------ |
| La Fiorita  | 0–10 | Ballkani              | 0–4 | 0–6    |
| Víkingur    | 2–0  | The New Saints        | 2–0 | 0–0    |
| Sutjeska    | 0–1  | KÍ                    | 0–0 | 0–1    |
| Hibernians  | 4–3  | Levadia               | 3–2 | 1–1    |
| Tirana      | 2–4  | Zrinjski Mostar       | 0–1 | 2–3    |
| Lech Poznań | 6–1  | Dinamo Batumi         | 5–0 | 1–1    |
| CFR Cluj    | 4–1  | Inter Club d'Escaldes | 3–0 | 1–1    |
| Tobol       | 3–0  | Lincoln Red Imps      | 2–0 | 1–0    |

| Equipo 1              | Agr.         | Equipo 2              | Ida | Vuelta |
| --------------------- | ------------ | --------------------- | --- | ------ |
| Gżira United          | 5–5 (3–1 p.) | Radnički Niš          | 2–2 | 3–3    |
| Aris Salónica         | 7–2          | Gomel                 | 5–1 | 2–1    |
| Botev Plovdiv         | 0–2          | APOEL                 | 0–0 | 0–2    |
| Fehérvár              | 5–3          | Qäbälä                | 4–1 | 1–2    |
| İstanbul Başakşehir   | 2–1          | Maccabi Netanya       | 1–1 | 1–0    |
| Aris Limassol         | 2–3          | Neftchi Baku          | 2–0 | 0–3    |
| Velež Mostar          | 0–2          | Ħamrun Spartans       | 0–1 | 0–1    |
| Saburtalo Tbilisi     | 3–4          | FCSB                  | 1–0 | 2–4    |
| Makedonija GP         | 0–4          | CSKA Sofía            | 0–0 | 0–4    |
| Hapoel Be'er Sheva    | 3–1          | Dinamo Minsk          | 2–1 | 1–0    |
| Zira                  | 0–3          | Maccabi Tel Aviv      | 0–3 | 0–0    |
| Vllaznia              | 1–4          | Universitatea Craiova | 1–1 | 0–3    |
| Ararat-Armenia        | 0–0 (3–5 p.) | Paide Linnameeskond   | 0–0 | 0–0    |
| Kairat                | 0–2          | Kisvárda              | 0–1 | 0–1    |
| BATE Borísov          | 0–5          | Konyaspor             | 0–3 | 0–2    |
| Sepsi                 | 3–3 (4–2 p.) | Olimpija Ljubljana    | 3–1 | 0–2    |
| Kyzylzhar             | 3–2          | Osijek                | 1–2 | 2–0    |
| Liepāja               | 0–4          | Young Boys            | 0–1 | 0–3    |
| Rapid Viena           | 2–1          | Lechia Gdańsk         | 0–0 | 2–1    |
| SJK                   | 2–6          | Lillestrøm            | 0–1 | 2–5    |
| Breiðablik            | 3–2          | Budućnost             | 2–0 | 1–2    |
| St Patrick's Athletic | 1–1 (6–5 p.) | Mura                  | 1–1 | 0–0    |
| St. Joseph's          | 0–11         | Slavia Praga          | 0–4 | 0–7    |
| Spartak Trnava        | 6–2          | Newtown               | 4–1 | 2–1    |
| Sūduva                | 0–2          | Viborg                | 0–1 | 0–1    |
| Vikingur              | 0–4          | Dunajská Streda       | 0–2 | 0–2    |
| Pogoń Szczecin        | 1–5          | Brøndby               | 1–1 | 0–4    |
| AZ                    | 5–0          | Tuzla City            | 1–0 | 4–0    |
| Motherwell            | 0–3          | Sligo Rovers          | 0–1 | 0–2    |
| Molde                 | 6–2          | Elfsborg              | 4–1 | 2–1    |
| Koper                 | 1–2 (t. s.)  | Vaduz                 | 0–1 | 1–1    |
| B36                   | 1–0          | Tre Fiori             | 1–0 | 0–0    |
| Ružomberok            | 1–5          | Riga                  | 0–3 | 1–2    |
| Basilea               | 3–1          | Crusaders             | 2–0 | 1–1    |
| Antwerp               | 2–0          | Drita                 | 0–0 | 2–0    |
| Petrocub Hîncești     | 4–1          | Laçi                  | 0–0 | 4–1    |
| Racing Union          | 1–8          | Čukarički             | 1–4 | 0–4    |
| Levski Sofia          | 3–1          | PAOK                  | 2–0 | 1–1    |
| Vitória de Guimarães  | 3–0          | Puskás Akadémia       | 3–0 | 0–0    |
| Rijeka                | 1–4          | Djurgårdens           | 1–2 | 0–2    |
| Vorskla Poltava       | 3–4 (t. s.)  | AIK                   | 3–2 | 0–2    |
| Valmiera              | 2–5          | Shkëndija             | 1–2 | 1–3    |
| Raków Częstochowa     | 6–0          | Astaná                | 5–0 | 1–0    |
| KuPS                  | 6–3          | Milsami Orhei         | 2–2 | 4–1    |
| Sparta Praga          | 1–2          | Viking                | 0–0 | 1–2    |

### Tercera ronda clasificatoria
La tercera ronda de clasificación se divide en dos secciones separadas: Ruta de Campeones (para los campeones de la liga) y Ruta de Liga (para los ganadores de la copa y los no campeones de la liga). Se espera que un total de 64 equipos jueguen en la tercera ronda de clasificación.
| Equipo 1            | Agr.         | Equipo 2    | Ida | Vuelta |
| ------------------- | ------------ | ----------- | --- | ------ |
| Víkingur            | 2–4 (t. s.)  | Lech Poznań | 1–0 | 1–4    |
| RFS                 | 4–2          | Hibernians  | 1–1 | 3–1    |
| Ballkani            | 4–4 (4–3 p.) | KÍ          | 3–2 | 1–2    |
| Zrinjski Mostar     | 2–1          | Tobol       | 1–0 | 1–1    |
| Shakhtyor Soligorsk | 0–1          | CFR Cluj    | 0–0 | 0–1    |

| Equipo 1            | Agr.         | Equipo 2              | Ida | Vuelta |
| ------------------- | ------------ | --------------------- | --- | ------ |
| Spartak Trnava      | 0–3          | Raków Częstochowa     | 0–2 | 0–1    |
| AIK                 | 2–2 (3–2 p.) | Shkëndija             | 1–1 | 1–1    |
| Viking              | 5–2          | Sligo Rovers          | 5–1 | 0–1    |
| Breiðablik          | 1–6          | İstanbul Başakşehir   | 1–3 | 0–3    |
| KuPS                | 0–5          | Young Boys            | 0–2 | 0–3    |
| Paide Linnameeskond | 0–5          | Anderlecht            | 0–2 | 0–3    |
| Viborg              | 5–1          | B36                   | 3–0 | 2–1    |
| Hajduk Split        | 3–2          | Vitória de Guimarães  | 3–1 | 0–1    |
| Brøndby             | 2–2 (1–3 p.) | Basilea               | 1–0 | 1–2    |
| Lillestrøm          | 1–5          | Antwerp               | 1–3 | 0–2    |
| CSKA Sofía          | 2–1          | St Patrick's Athletic | 0–1 | 2–0    |
| Dundee United       | 1–7          | AZ                    | 1–0 | 0–7    |
| APOEL               | 1–0          | Kyzylzhar             | 1–0 | 0–0    |
| Dunajská Streda     | 0–2          | FCSB                  | 0–1 | 0–1    |
| Riga                | 1–5          | Gil Vicente           | 1–1 | 0–4    |
| Wolfsberger         | 4–0          | Gżira United          | 0–0 | 4–0    |
| Maccabi Tel Aviv    | 3–2          | Aris Salónica         | 2–0 | 1–2    |
| Molde               | 4–2          | Kisvárda              | 3–0 | 1–2    |
| Neftchi Baku        | 2–3 (t. s.)  | Rapid Viena           | 2–1 | 0–2    |
| Lugano              | 1–5          | Hapoel Be'er Sheva    | 0–2 | 1–3    |
| Ħamrun Spartans     | 2–2 (4–1 p.) | Levski Sofia          | 0–1 | 2–1    |
| Čukarički           | 2–7          | Twente                | 1–3 | 1–4    |
| Zoryá Lugansk       | 1–3          | Universitatea Craiova | 1–0 | 0–3    |
| Vaduz               | 5–3          | Konyaspor             | 1–1 | 4–2    |
| Sepsi               | 2–6          | Djurgårdens           | 1–3 | 1–3    |
| Fehérvár            | 7–1          | Petrocub Hîncești     | 5–0 | 2–1    |
| Slavia Praga        | 3–1          | Panathinaikos         | 2–0 | 1–1    |

### Ronda de Play-Off
La cuarta ronda se divide en dos secciones separadas: Ruta de Campeones (para los campeones de la liga) y Ruta de Liga (para los ganadores de la copa y los no campeones de la liga). Se espera que un total de 44 equipos jueguen en la cuarta ronda de clasificación.
| Equipo 1        | Agr.         | Equipo 2          | Ida | Vuelta |
| --------------- | ------------ | ----------------- | --- | ------ |
| Maribor         | 0–1          | CFR Cluj          | 0–0 | 0–1    |
| RFS             | 3–3 (4–2 p.) | Linfield          | 2–2 | 1–1    |
| Lech Poznań     | 3–1          | F91 Dudelange     | 2–0 | 1–1    |
| Shkupi          | 1–3          | Ballkani          | 1–2 | 0–1    |
| Zrinjski Mostar | 2–2 (5–6 p.) | Slovan Bratislava | 1–0 | 1–2    |

| Equipo 1              | Agr.         | Equipo 2           | Ida | Vuelta |
| --------------------- | ------------ | ------------------ | --- | ------ |
| CSKA Sofía            | 1–2          | Basilea            | 1–0 | 0–2    |
| Vaduz                 | 2–1          | Rapid Viena        | 1–1 | 1–0    |
| Raków Częstochowa     | 2–3 (t. s.)  | Slavia Praga       | 2–1 | 0–2    |
| Djurgårdens           | 5–3          | APOEL              | 3–0 | 2–3    |
| Maccabi Tel Aviv      | 1–2 (t. s.)  | Niza               | 1–0 | 0–2    |
| Universitatea Craiova | 2–2 (3–4 p.) | Hapoel Be'er Sheva | 1–1 | 1–1    |
| İstanbul Başakşehir   | 4–2          | Antwerp            | 1–1 | 3–1    |
| FCSB                  | 4–3          | Viking             | 1–2 | 3–1    |
| Partizán              | 7–4          | Ħamrun Spartans    | 4–1 | 3–3    |
| Fiorentina            | 2–1          | Twente             | 2–1 | 0–0    |
| Villarreal            | 6–2          | Hajduk Split       | 4–2 | 2–0    |
| Colonia               | 4–2          | Fehérvár           | 1–2 | 3–0    |
| West Ham United       | 6–1          | Viborg             | 3–1 | 3–0    |
| Young Boys            | 1–1 (1–3 p.) | Anderlecht         | 0–1 | 1–0    |
| Slovácko              | 4–0          | AIK                | 3–0 | 1–0    |
| Molde                 | 4–1          | Wolfsberger        | 0–1 | 4–0    |
| AZ                    | 6–1          | Gil Vicente        | 4–0 | 2–1    |

## Fase de grupos
Los 32 equipos se dividen en ocho grupos de cuatro, con la restricción de que los equipos de la misma asociación no pueden enfrentarse entre sí. Para el sorteo, los equipos se dividen en cuatro bombos basados en sus coeficientes de clubes de la UEFA.
En cada grupo, los equipos juegan unos contra otros en casa y fuera en un formato de round-robin. Los ganadores de grupos avanzan a los octavos de final. Los subcampeones jugarán la Ronda Preliminar de la Fase Eliminatoria junto a los ocho equipos clasificados en tercer lugar de la fase de grupos de la Liga Europa de la UEFA 2022-23. 
Un total de 32 equipos juegan en la fase de grupos: 
- 5 ganadores de la Ruta de Campeones de la Ronda de Play-Off.
- 17 ganadores de la Ruta de Liga de la Ronda de Play-Off.
- 10 perdedores de la Ronda de Play-Off de la Liga Europa.

| Bombo 1 | Bombo 2 | Bombo 3 | Bombo 4 |
| --- | --- | --- | --- |
| Villarreal CC: 78.000 Basel CC: 55.000 Slavia Praha CC: 52.000 AZ Alkmaar CC: 28.500 Gent CC: 27.500 İstanbul Başakşehir CC: 25.000 Partizan CC: 24.500 West Ham CC: 21.328 | CFR Cluj CC: 19.500 Molde CC: 19.000 FCSB CC: 17.500 Fiorentina CC: 15.380 Köln CC: 15.042 Hapoel Be'er Sheva CC: 14.000 Apollon Limassol CC: 14.000 Slovan Bratislava CC: 13.000 | Nice CC: 12.016 Anderlecht CC: 11.500 Žalgiris CC: 8.000 Austria Wien CC: 7.770 Heart of Midlothian CC: 7.380 Shamrock Rovers CC: 7.000 Sivasspor CC: 6.500 Vaduz CC: 6.500 | Dnipro-1 CC: 6.360 Lech Poznań CC: 6.000 Slovácko CC: 5.560 Silkeborg CC: 5.435 Djurgårdens CC: 4.575 Pyunik CC: 4.250 RFS CC: 4.000 Ballkani CC: 1.633 |

### Grupo A
| Equipo              | Pts. | PJ | PG | PE | PP | GF | GC | Dif. | Notas                 |
| ------------------- | ---- | -- | -- | -- | -- | -- | -- | ---- | --------------------- |
| İstanbul Başakşehir | 13   | 6  | 4  | 1  | 1  | 14 | 3  | 11   | Octavos de final      |
| Fiorentina          | 13   | 6  | 4  | 1  | 1  | 14 | 6  | 8    | Preliminar de octavos |
| Heart of Midlothian | 6    | 6  | 2  | 0  | 4  | 6  | 16 | -10  |                       |
| RFS                 | 2    | 6  | 0  | 2  | 4  | 2  | 11 | -9   |                       |

|      | IBFK  | FIO   | HEA   | RFS   |
| ---- | ----- | ----- | ----- | ----- |
| IBFK |       | 3 – 0 | 3 – 1 | 3 – 0 |
| FIO  | 2 – 1 |       | 5 – 1 | 1 – 1 |
| HEA  | 0 – 4 | 0 – 3 |       | 2 – 1 |
| RFS  | 0 – 0 | 0 – 3 | 0 – 2 |       |

### Grupo B
| Equipo          | Pts. | PJ | PG | PE | PP | GF | GC | Dif. | Notas                 |
| --------------- | ---- | -- | -- | -- | -- | -- | -- | ---- | --------------------- |
| West Ham United | 18   | 6  | 6  | 0  | 0  | 13 | 4  | 9    | Octavos de final      |
| Anderlecht      | 8    | 6  | 2  | 2  | 2  | 6  | 5  | 1    | Preliminar de octavos |
| Silkeborg       | 6    | 6  | 2  | 0  | 4  | 12 | 7  | 5    |                       |
| FCSB            | 2    | 6  | 0  | 2  | 4  | 3  | 18 | -15  |                       |

|      | WHU   | FCSB  | AND   | SIL   |
| ---- | ----- | ----- | ----- | ----- |
| WHU  |       | 3 – 1 | 2 – 1 | 1 – 0 |
| FCSB | 0 – 3 |       | 0 – 0 | 0 – 5 |
| AND  | 0 – 1 | 2 – 2 |       | 1 – 0 |
| SIL  | 2 – 3 | 5 – 0 | 0 – 2 |       |

### Grupo C
| Equipo             | Pts. | PJ | PG | PE | PP | GF | GC | Dif. | Notas                 |
| ------------------ | ---- | -- | -- | -- | -- | -- | -- | ---- | --------------------- |
| Villarreal         | 13   | 6  | 4  | 1  | 1  | 14 | 9  | 5    | Octavos de final      |
| Lech Poznań        | 9    | 6  | 2  | 3  | 1  | 12 | 7  | 5    | Preliminar de octavos |
| Hapoel Be'er Sheva | 7    | 6  | 1  | 4  | 1  | 8  | 5  | 3    |                       |
| Austria Viena      | 2    | 6  | 0  | 2  | 4  | 2  | 15 | -13  |                       |

|     | VIL   | HBS   | AW    | LCH   |
| --- | ----- | ----- | ----- | ----- |
| VIL |       | 2 – 2 | 5 – 0 | 4 – 3 |
| HBS | 1 – 2 |       | 4 – 0 | 1 – 1 |
| AW  | 0 – 1 | 0 – 0 |       | 1 – 1 |
| LCH | 3 – 0 | 0 – 0 | 4 – 1 |       |

### Grupo D
| Equipo   | Pts. | PJ | PG | PE | PP | GF | GC | Dif. | Notas                 |
| -------- | ---- | -- | -- | -- | -- | -- | -- | ---- | --------------------- |
| Niza     | 9    | 6  | 2  | 3  | 1  | 8  | 7  | 1    | Octavos de final      |
| Partizán | 9    | 6  | 2  | 3  | 1  | 9  | 7  | 2    | Preliminar de octavos |
| Colonia  | 8    | 6  | 2  | 2  | 2  | 8  | 8  | 0    |                       |
| Slovácko | 5    | 6  | 1  | 2  | 3  | 8  | 11 | -3   |                       |

|     | PRT   | KLN   | NCE   | SLV   |
| --- | ----- | ----- | ----- | ----- |
| PRT |       | 2 – 0 | 1 – 1 | 1 – 1 |
| KLN | 0 – 1 |       | 2 – 2 | 4 – 2 |
| NCE | 2 – 1 | 1 – 1 |       | 1 – 2 |
| SLV | 3 – 3 | 0 – 1 | 0 – 1 |       |

### Grupo E
| Equipo           | Pts. | PJ | PG | PE | PP | GF | GC | Dif. | Notas                 |
| ---------------- | ---- | -- | -- | -- | -- | -- | -- | ---- | --------------------- |
| AZ Alkmaar       | 15   | 6  | 5  | 0  | 1  | 12 | 6  | 6    | Octavos de final      |
| Dnipro-1         | 10   | 6  | 3  | 1  | 2  | 9  | 7  | 2    | Preliminar de octavos |
| Apollon Limassol | 7    | 6  | 2  | 1  | 3  | 5  | 7  | -2   |                       |
| Vaduz            | 2    | 6  | 0  | 2  | 4  | 5  | 11 | -6   |                       |

|     | AZ    | APL   | VAD   | DNI   |
| --- | ----- | ----- | ----- | ----- |
| AZ  |       | 3 – 2 | 4 – 1 | 2 – 1 |
| APL | 1 – 0 |       | 1 – 0 | 1 – 3 |
| VAD | 1 – 2 | 0 – 0 |       | 1 – 2 |
| DNI | 0 – 1 | 1 – 0 | 2 – 2 |       |

### Grupo F
| Equipo          | Pts. | PJ | PG | PE | PP | GF | GC | Dif. | Notas                 |
| --------------- | ---- | -- | -- | -- | -- | -- | -- | ---- | --------------------- |
| Djurgårdens     | 16   | 6  | 5  | 1  | 0  | 12 | 6  | 6    | Octavos de final      |
| Gent            | 8    | 6  | 2  | 2  | 2  | 10 | 6  | 4    | Preliminar de octavos |
| Molde           | 7    | 6  | 2  | 1  | 3  | 9  | 10 | -1   |                       |
| Shamrock Rovers | 2    | 6  | 0  | 2  | 4  | 1  | 10 | -9   |                       |

|     | GNT   | MOL   | SHA   | DJU   |
| --- | ----- | ----- | ----- | ----- |
| GNT |       | 4 – 0 | 3 – 0 | 0 – 1 |
| MOL | 0 – 0 |       | 3 – 0 | 2 – 3 |
| SHA | 1 – 1 | 0 – 2 |       | 0 – 0 |
| DJU | 4 – 2 | 3 – 2 | 1 – 0 |       |

### Grupo G
| Equipo       | Pts. | PJ | PG | PE | PP | GF | GC | Dif. | Notas                 |
| ------------ | ---- | -- | -- | -- | -- | -- | -- | ---- | --------------------- |
| Sivasspor    | 11   | 6  | 3  | 2  | 1  | 11 | 7  | 4    | Octavos de final      |
| Cluj         | 10   | 6  | 3  | 1  | 2  | 5  | 5  | 0    | Preliminar de octavos |
| Slavia Praga | 8    | 6  | 2  | 2  | 2  | 6  | 7  | -1   |                       |
| Ballkani     | 4    | 6  | 1  | 1  | 4  | 8  | 11 | -3   |                       |

|     | SLP   | CLJ   | SIV   | BAL   |
| --- | ----- | ----- | ----- | ----- |
| SLP |       | 0 – 1 | 1 – 1 | 3 – 2 |
| CLJ | 2 – 0 |       | 0 – 1 | 1 – 0 |
| SIV | 1 – 1 | 3 – 0 |       | 3 – 4 |
| BAL | 0 – 1 | 1 – 1 | 1 – 2 |       |

### Grupo H
| Equipo            | Pts. | PJ | PG | PE | PP | GF | GC | Dif. | Notas                 |
| ----------------- | ---- | -- | -- | -- | -- | -- | -- | ---- | --------------------- |
| Slovan Bratislava | 11   | 6  | 3  | 2  | 1  | 9  | 7  | 2    | Octavos de final      |
| Basilea           | 11   | 6  | 3  | 2  | 1  | 11 | 9  | 2    | Preliminar de octavos |
| Pyunik            | 6    | 6  | 2  | 0  | 4  | 8  | 9  | -1   |                       |
| Žalgiris          | 5    | 6  | 1  | 2  | 3  | 5  | 8  | -3   |                       |

|     | BSL   | SLO   | ZAL   | PYU   |
| --- | ----- | ----- | ----- | ----- |
| BSL |       | 0 – 2 | 2 – 2 | 3 – 1 |
| SLO | 3 – 3 |       | 0 – 0 | 2 – 1 |
| ZAL | 0 – 1 | 1 – 2 |       | 2 – 1 |
| PYU | 1 – 2 | 2 – 0 | 2 – 0 |       |

### Equipos clasificados

#### Primeros y segundos lugares de la fase de grupos de la Liga Europa Conferencia de la UEFA
| Grupo | Primer lugar        | Segundo lugar |
| ----- | ------------------- | ------------- |
| A     | İstanbul Başakşehir | Fiorentina    |
| B     | West Ham            | Anderlecht    |
| C     | Villarreal          | Lech Poznań   |
| D     | Nice                | Partizan      |
| E     | AZ Alkmaar          | Dnipro-1      |
| F     | Djurgårdens         | Gent          |
| G     | Sivasspor           | CFR Cluj      |
| H     | Slovan Bratislava   | Basel         |

#### Terceros lugares de la fase de grupos de la Liga Europa de la UEFA
| Grupo | Tercer lugar |
| ----- | ------------ |
| A     | Bodø/Glimt   |
| B     | AEK Larnaca  |
| C     | Ludogorets   |
| D     | Braga        |
| E     | Sheriff      |
| F     | Lazio        |
| G     | Qarabağ      |
| H     | Trabzonspor  |

## Fase eliminatoria
La fase eliminatoria de la competición se disputa en enfrentamientos a doble partido, salvo la final, jugada a partido único. En caso de estar la eliminatoria empatada tras los 180 minutos de ambos partidos se disputará una prórroga de 30 minutos, y si ésta termina sin goles la eliminatoria se decidirá en una tanda de penales. Debido al conflicto político entre Rusia y Ucrania; clubes de ambos países no se podían encontrar en esta ronda además de clubes del mismo grupo tampoco podían cruzarse en esta ronda.

### Cuadro de desarrollo
|  | Ronda preliminar                                           | Ronda preliminar                                           | Ronda preliminar                                           | Ronda preliminar                                           | Ronda preliminar                                           |   |             | Octavos de final                                      | Octavos de final                                      | Octavos de final                                      | Octavos de final                                      | Octavos de final                                      |       |  | Cuartos de final                                       | Cuartos de final                                       | Cuartos de final                                       | Cuartos de final                                       | Cuartos de final                                       |   |  | Semifinales                                          | Semifinales                                          | Semifinales                                          | Semifinales                                          | Semifinales                                          |  |  | Final                                | Final                                | Final                                |  |
|  | 16 de febrero de 2023 (ida) 23 de febrero de 2023 (vuelta) | 16 de febrero de 2023 (ida) 23 de febrero de 2023 (vuelta) | 16 de febrero de 2023 (ida) 23 de febrero de 2023 (vuelta) | 16 de febrero de 2023 (ida) 23 de febrero de 2023 (vuelta) | 16 de febrero de 2023 (ida) 23 de febrero de 2023 (vuelta) |   |             | 9 de marzo de 2023 (ida) 16 de marzo de 2023 (vuelta) | 9 de marzo de 2023 (ida) 16 de marzo de 2023 (vuelta) | 9 de marzo de 2023 (ida) 16 de marzo de 2023 (vuelta) | 9 de marzo de 2023 (ida) 16 de marzo de 2023 (vuelta) | 9 de marzo de 2023 (ida) 16 de marzo de 2023 (vuelta) |       |  | 13 de abril de 2023 (ida) 20 de abril de 2023 (vuelta) | 13 de abril de 2023 (ida) 20 de abril de 2023 (vuelta) | 13 de abril de 2023 (ida) 20 de abril de 2023 (vuelta) | 13 de abril de 2023 (ida) 20 de abril de 2023 (vuelta) | 13 de abril de 2023 (ida) 20 de abril de 2023 (vuelta) |   |  | 11 de mayo de 2023 (ida) 18 de mayo de 2023 (vuelta) | 11 de mayo de 2023 (ida) 18 de mayo de 2023 (vuelta) | 11 de mayo de 2023 (ida) 18 de mayo de 2023 (vuelta) | 11 de mayo de 2023 (ida) 18 de mayo de 2023 (vuelta) | 11 de mayo de 2023 (ida) 18 de mayo de 2023 (vuelta) |  |  | 7 de junio de 2023 Eden Arena, Praga | 7 de junio de 2023 Eden Arena, Praga | 7 de junio de 2023 Eden Arena, Praga |  |
|  |                                                            |                                                            |                                                            |                                                            |                                                            |   |             |                                                       |                                                       |                                                       |                                                       |                                                       |       |  |                                                        |                                                        |                                                        |                                                        |                                                        |   |  |                                                      |                                                      |                                                      |                                                      |                                                      |  |  |                                      |                                      |                                      |  |
|  |                                                            |                                                            |                                                            |                                                            |                                                            |   |             |                                                       |                                                       |                                                       |                                                       |                                                       |       |  |                                                        |                                                        |                                                        |                                                        |                                                        |   |  |                                                      |                                                      |                                                      |                                                      |                                                      |  |  |                                      |                                      |                                      |  |
|  | Bodø/Glimt                                                 | Bodø/Glimt                                                 | 0                                                          | 0                                                          | 0                                                          |   |             |                                                       |                                                       |                                                       |                                                       |                                                       |       |  |                                                        |                                                        |                                                        |                                                        |                                                        |   |  |                                                      |                                                      |                                                      |                                                      |                                                      |  |  |                                      |                                      |                                      |  |
|  | Bodø/Glimt                                                 | Bodø/Glimt                                                 | 0                                                          | 0                                                          | 0                                                          |   |             |                                                       |                                                       |                                                       |                                                       |                                                       |       |  |                                                        |                                                        |                                                        |                                                        |                                                        |   |  |                                                      |                                                      |                                                      |                                                      |                                                      |  |  |                                      |                                      |                                      |  |
|  | Lech Poznań                                                | Lech Poznań                                                | 0                                                          | 1                                                          | 1                                                          |   |             |                                                       |                                                       |                                                       |                                                       |                                                       |       |  |                                                        |                                                        |                                                        |                                                        |                                                        |   |  |                                                      |                                                      |                                                      |                                                      |                                                      |  |  |                                      |                                      |                                      |  |
|  | Lech Poznań                                                | Lech Poznań                                                | 0                                                          | 1                                                          | 1                                                          |   | Lech Poznań | Lech Poznań                                           | 2                                                     | 3                                                     | 5                                                     |                                                       |       |  |                                                        |                                                        |                                                        |                                                        |                                                        |   |  |                                                      |                                                      |                                                      |                                                      |                                                      |  |  |                                      |                                      |                                      |  |
|  |                                                            |                                                            |                                                            |                                                            |                                                            |   | Lech Poznań | Lech Poznań                                           | 2                                                     | 3                                                     | 5                                                     |                                                       |       |  |                                                        |                                                        |                                                        |                                                        |                                                        |   |  |                                                      |                                                      |                                                      |                                                      |                                                      |  |  |                                      |                                      |                                      |  |
|  |                                                            |                                                            | Djurgårdens                                                | Djurgårdens                                                | 0                                                          | 0 | 0           |                                                       |                                                       |                                                       |                                                       |                                                       |       |  |                                                        |                                                        |                                                        |                                                        |                                                        |   |  |                                                      |                                                      |                                                      |                                                      |                                                      |  |  |                                      |                                      |                                      |  |
|  |                                                            |                                                            | Djurgårdens                                                | Djurgårdens                                                | 0                                                          | 0 | 0           |                                                       |                                                       |                                                       |                                                       |                                                       |       |  |                                                        |                                                        |                                                        |                                                        |                                                        |   |  |                                                      |                                                      |                                                      |                                                      |                                                      |  |  |                                      |                                      |                                      |  |
|  |                                                            |                                                            |                                                            |                                                            |                                                            |   |             |                                                       |                                                       |                                                       |                                                       |                                                       |       |  |                                                        |                                                        |                                                        |                                                        |                                                        |   |  |                                                      |                                                      |                                                      |                                                      |                                                      |  |  |                                      |                                      |                                      |  |
|  |                                                            |                                                            |                                                            |                                                            |                                                            |   |             |                                                       |                                                       |                                                       |                                                       |                                                       |       |  |                                                        |                                                        |                                                        |                                                        |                                                        |   |  |                                                      |                                                      |                                                      |                                                      |                                                      |  |  |                                      |                                      |                                      |  |
|  |                                                            |                                                            |                                                            |                                                            |                                                            |   |             |                                                       | Lech Poznań                                           | Lech Poznań                                           | 1                                                     | 3                                                     | 4     |  |                                                        |                                                        |                                                        |                                                        |                                                        |   |  |                                                      |                                                      |                                                      |                                                      |                                                      |  |  |                                      |                                      |                                      |  |
|  |                                                            |                                                            |                                                            |                                                            |                                                            |   |             |                                                       |                                                       |                                                       |                                                       |                                                       | 4     |  |                                                        |                                                        |                                                        |                                                        |                                                        |   |  |                                                      |                                                      |                                                      |                                                      |                                                      |  |  |                                      |                                      |                                      |  |
|  |                                                            |                                                            | Fiorentina                                                 | Fiorentina                                                 | 4                                                          | 2 | 6           |                                                       |                                                       |                                                       |                                                       |                                                       |       |  |                                                        |                                                        |                                                        |                                                        |                                                        |   |  |                                                      |                                                      |                                                      |                                                      |                                                      |  |  |                                      |                                      |                                      |  |
|  | Braga                                                      | Braga                                                      | Fiorentina                                                 | Fiorentina                                                 | 4                                                          | 2 | 6           | 0                                                     | 2                                                     | 2                                                     |                                                       |                                                       |       |  |                                                        |                                                        |                                                        |                                                        |                                                        |   |  |                                                      |                                                      |                                                      |                                                      |                                                      |  |  |                                      |                                      |                                      |  |
|  | Braga                                                      | Braga                                                      |                                                            |                                                            |                                                            |   |             |                                                       |                                                       | 2                                                     |                                                       |                                                       |       |  |                                                        |                                                        |                                                        |                                                        |                                                        |   |  |                                                      |                                                      |                                                      |                                                      |                                                      |  |  |                                      |                                      |                                      |  |
|  | Fiorentina                                                 | Fiorentina                                                 | 4                                                          | 3                                                          | 7                                                          |   |             |                                                       |                                                       |                                                       |                                                       |                                                       |       |  |                                                        |                                                        |                                                        |                                                        |                                                        |   |  |                                                      |                                                      |                                                      |                                                      |                                                      |  |  |                                      |                                      |                                      |  |
|  | Fiorentina                                                 | Fiorentina                                                 | 4                                                          | 3                                                          | 7                                                          |   | Fiorentina  | Fiorentina                                            | 1                                                     | 4                                                     | 5                                                     |                                                       |       |  |                                                        |                                                        |                                                        |                                                        |                                                        |   |  |                                                      |                                                      |                                                      |                                                      |                                                      |  |  |                                      |                                      |                                      |  |
|  |                                                            |                                                            |                                                            |                                                            |                                                            |   | Fiorentina  | Fiorentina                                            | 1                                                     | 4                                                     | 5                                                     |                                                       |       |  |                                                        |                                                        |                                                        |                                                        |                                                        |   |  |                                                      |                                                      |                                                      |                                                      |                                                      |  |  |                                      |                                      |                                      |  |
|  |                                                            |                                                            | Sivasspor                                                  | Sivasspor                                                  | 0                                                          | 1 | 1           |                                                       |                                                       |                                                       |                                                       |                                                       |       |  |                                                        |                                                        |                                                        |                                                        |                                                        |   |  |                                                      |                                                      |                                                      |                                                      |                                                      |  |  |                                      |                                      |                                      |  |
|  |                                                            |                                                            | Sivasspor                                                  | Sivasspor                                                  | 0                                                          | 1 | 1           |                                                       |                                                       |                                                       |                                                       |                                                       |       |  |                                                        |                                                        |                                                        |                                                        |                                                        |   |  |                                                      |                                                      |                                                      |                                                      |                                                      |  |  |                                      |                                      |                                      |  |
|  |                                                            |                                                            |                                                            |                                                            |                                                            |   |             |                                                       |                                                       |                                                       |                                                       |                                                       |       |  |                                                        |                                                        |                                                        |                                                        |                                                        |   |  |                                                      |                                                      |                                                      |                                                      |                                                      |  |  |                                      |                                      |                                      |  |
|  |                                                            |                                                            |                                                            |                                                            |                                                            |   |             |                                                       |                                                       |                                                       |                                                       |                                                       |       |  |                                                        |                                                        |                                                        |                                                        |                                                        |   |  |                                                      |                                                      |                                                      |                                                      |                                                      |  |  |                                      |                                      |                                      |  |
|  |                                                            |                                                            |                                                            |                                                            |                                                            |   |             |                                                       |                                                       |                                                       |                                                       |                                                       |       |  |                                                        | Fiorentina (t. s.)                                     | Fiorentina (t. s.)                                     | 1                                                      | 3                                                      | 4 |  |                                                      |                                                      |                                                      |                                                      |                                                      |  |  |                                      |                                      |                                      |  |
|  |                                                            |                                                            |                                                            |                                                            |                                                            |   |             |                                                       |                                                       |                                                       |                                                       |                                                       |       |  |                                                        |                                                        |                                                        |                                                        |                                                        | 4 |  |                                                      |                                                      |                                                      |                                                      |                                                      |  |  |                                      |                                      |                                      |  |
|  |                                                            |                                                            | Basel                                                      | Basel                                                      | 2                                                          | 1 | 3           |                                                       |                                                       |                                                       |                                                       |                                                       |       |  |                                                        |                                                        |                                                        |                                                        |                                                        |   |  |                                                      |                                                      |                                                      |                                                      |                                                      |  |  |                                      |                                      |                                      |  |
|  | Trabzonspor                                                | Trabzonspor                                                | Basel                                                      | Basel                                                      | 2                                                          | 1 | 3           | 1                                                     | 0                                                     | 1                                                     |                                                       |                                                       |       |  |                                                        |                                                        |                                                        |                                                        |                                                        |   |  |                                                      |                                                      |                                                      |                                                      |                                                      |  |  |                                      |                                      |                                      |  |
|  | Trabzonspor                                                | Trabzonspor                                                |                                                            |                                                            |                                                            |   |             |                                                       |                                                       | 1                                                     |                                                       |                                                       |       |  |                                                        |                                                        |                                                        |                                                        |                                                        |   |  |                                                      |                                                      |                                                      |                                                      |                                                      |  |  |                                      |                                      |                                      |  |
|  | Basel                                                      | Basel                                                      | 0                                                          | 2                                                          | 2                                                          |   |             |                                                       |                                                       |                                                       |                                                       |                                                       |       |  |                                                        |                                                        |                                                        |                                                        |                                                        |   |  |                                                      |                                                      |                                                      |                                                      |                                                      |  |  |                                      |                                      |                                      |  |
|  | Basel                                                      | Basel                                                      | 0                                                          | 2                                                          | 2                                                          |   | Basel (p.)  | Basel (p.)                                            | 2                                                     | 2                                                     | 4 (4)                                                 |                                                       |       |  |                                                        |                                                        |                                                        |                                                        |                                                        |   |  |                                                      |                                                      |                                                      |                                                      |                                                      |  |  |                                      |                                      |                                      |  |
|  |                                                            |                                                            |                                                            |                                                            |                                                            |   | Basel (p.)  | Basel (p.)                                            | 2                                                     | 2                                                     | 4 (4)                                                 |                                                       |       |  |                                                        |                                                        |                                                        |                                                        |                                                        |   |  |                                                      |                                                      |                                                      |                                                      |                                                      |  |  |                                      |                                      |                                      |  |
|  |                                                            |                                                            | Slovan Bratislava                                          | Slovan Bratislava                                          | 2                                                          | 2 | 4 (1)       |                                                       |                                                       |                                                       |                                                       |                                                       |       |  |                                                        |                                                        |                                                        |                                                        |                                                        |   |  |                                                      |                                                      |                                                      |                                                      |                                                      |  |  |                                      |                                      |                                      |  |
|  |                                                            |                                                            | Slovan Bratislava                                          | Slovan Bratislava                                          | 2                                                          | 2 | 4 (1)       |                                                       |                                                       |                                                       |                                                       |                                                       |       |  |                                                        |                                                        |                                                        |                                                        |                                                        |   |  |                                                      |                                                      |                                                      |                                                      |                                                      |  |  |                                      |                                      |                                      |  |
|  |                                                            |                                                            |                                                            |                                                            |                                                            |   |             |                                                       |                                                       |                                                       |                                                       |                                                       |       |  |                                                        |                                                        |                                                        |                                                        |                                                        |   |  |                                                      |                                                      |                                                      |                                                      |                                                      |  |  |                                      |                                      |                                      |  |
|  |                                                            |                                                            |                                                            |                                                            |                                                            |   |             |                                                       |                                                       |                                                       |                                                       |                                                       |       |  |                                                        |                                                        |                                                        |                                                        |                                                        |   |  |                                                      |                                                      |                                                      |                                                      |                                                      |  |  |                                      |                                      |                                      |  |
|  |                                                            |                                                            |                                                            |                                                            |                                                            |   |             |                                                       | Basel (t. s.)                                         | Basel (t. s.)                                         | 2                                                     | 2                                                     | 4     |  |                                                        |                                                        |                                                        |                                                        |                                                        |   |  |                                                      |                                                      |                                                      |                                                      |                                                      |  |  |                                      |                                      |                                      |  |
|  |                                                            |                                                            |                                                            |                                                            |                                                            |   |             |                                                       |                                                       |                                                       |                                                       |                                                       | 4     |  |                                                        |                                                        |                                                        |                                                        |                                                        |   |  |                                                      |                                                      |                                                      |                                                      |                                                      |  |  |                                      |                                      |                                      |  |
|  |                                                            |                                                            | Nice                                                       | Nice                                                       | 2                                                          | 1 | 3           |                                                       |                                                       |                                                       |                                                       |                                                       |       |  |                                                        |                                                        |                                                        |                                                        |                                                        |   |  |                                                      |                                                      |                                                      |                                                      |                                                      |  |  |                                      |                                      |                                      |  |
|  | Sheriff                                                    | Sheriff                                                    | Nice                                                       | Nice                                                       | 2                                                          | 1 | 3           | 0                                                     | 3                                                     | 3                                                     |                                                       |                                                       |       |  |                                                        |                                                        |                                                        |                                                        |                                                        |   |  |                                                      |                                                      |                                                      |                                                      |                                                      |  |  |                                      |                                      |                                      |  |
|  | Sheriff                                                    | Sheriff                                                    |                                                            |                                                            |                                                            |   |             |                                                       |                                                       | 3                                                     |                                                       |                                                       |       |  |                                                        |                                                        |                                                        |                                                        |                                                        |   |  |                                                      |                                                      |                                                      |                                                      |                                                      |  |  |                                      |                                      |                                      |  |
|  | Partizan                                                   | Partizan                                                   | 1                                                          | 1                                                          | 2                                                          |   |             |                                                       |                                                       |                                                       |                                                       |                                                       |       |  |                                                        |                                                        |                                                        |                                                        |                                                        |   |  |                                                      |                                                      |                                                      |                                                      |                                                      |  |  |                                      |                                      |                                      |  |
|  | Partizan                                                   | Partizan                                                   | 1                                                          | 1                                                          | 2                                                          |   | Sheriff     | Sheriff                                               | 0                                                     | 1                                                     | 1                                                     |                                                       |       |  |                                                        |                                                        |                                                        |                                                        |                                                        |   |  |                                                      |                                                      |                                                      |                                                      |                                                      |  |  |                                      |                                      |                                      |  |
|  |                                                            |                                                            |                                                            |                                                            |                                                            |   | Sheriff     | Sheriff                                               | 0                                                     | 1                                                     | 1                                                     |                                                       |       |  |                                                        |                                                        |                                                        |                                                        |                                                        |   |  |                                                      |                                                      |                                                      |                                                      |                                                      |  |  |                                      |                                      |                                      |  |
|  |                                                            |                                                            | Nice                                                       | Nice                                                       | 1                                                          | 3 | 4           |                                                       |                                                       |                                                       |                                                       |                                                       |       |  |                                                        |                                                        |                                                        |                                                        |                                                        |   |  |                                                      |                                                      |                                                      |                                                      |                                                      |  |  |                                      |                                      |                                      |  |
|  |                                                            |                                                            | Nice                                                       | Nice                                                       | 1                                                          | 3 | 4           |                                                       |                                                       |                                                       |                                                       |                                                       |       |  |                                                        |                                                        |                                                        |                                                        |                                                        |   |  |                                                      |                                                      |                                                      |                                                      |                                                      |  |  |                                      |                                      |                                      |  |
|  |                                                            |                                                            |                                                            |                                                            |                                                            |   |             |                                                       |                                                       |                                                       |                                                       |                                                       |       |  |                                                        |                                                        |                                                        |                                                        |                                                        |   |  |                                                      |                                                      |                                                      |                                                      |                                                      |  |  |                                      |                                      |                                      |  |
|  |                                                            |                                                            |                                                            |                                                            |                                                            |   |             |                                                       |                                                       |                                                       |                                                       |                                                       |       |  |                                                        |                                                        |                                                        |                                                        |                                                        |   |  |                                                      |                                                      |                                                      |                                                      |                                                      |  |  |                                      |                                      |                                      |  |
|  |                                                            |                                                            |                                                            |                                                            |                                                            |   |             |                                                       |                                                       |                                                       |                                                       |                                                       |       |  |                                                        |                                                        |                                                        |                                                        |                                                        |   |  |                                                      | Fiorentina                                           | Fiorentina                                           | 1                                                    |                                                      |  |  |                                      |                                      |                                      |  |
|  |                                                            |                                                            |                                                            |                                                            |                                                            |   |             |                                                       |                                                       |                                                       |                                                       |                                                       |       |  |                                                        |                                                        |                                                        |                                                        |                                                        |   |  |                                                      |                                                      |                                                      |                                                      |                                                      |  |  |                                      |                                      |                                      |  |
|  |                                                            |                                                            | West Ham                                                   | West Ham                                                   | 2                                                          |   |             |                                                       |                                                       |                                                       |                                                       |                                                       |       |  |                                                        |                                                        |                                                        |                                                        |                                                        |   |  |                                                      |                                                      |                                                      |                                                      |                                                      |  |  |                                      |                                      |                                      |  |
|  | Qarabağ                                                    | Qarabağ                                                    | West Ham                                                   | West Ham                                                   | 2                                                          | 1 | 0           | 1 (3)                                                 |                                                       |                                                       |                                                       |                                                       |       |  |                                                        |                                                        |                                                        |                                                        |                                                        |   |  |                                                      |                                                      |                                                      |                                                      |                                                      |  |  |                                      |                                      |                                      |  |
|  | Qarabağ                                                    | Qarabağ                                                    |                                                            |                                                            |                                                            |   |             |                                                       |                                                       |                                                       |                                                       |                                                       |       |  |                                                        |                                                        |                                                        |                                                        |                                                        |   |  |                                                      |                                                      |                                                      |                                                      |                                                      |  |  |                                      |                                      |                                      |  |
|  | Gent (p.)                                                  | Gent (p.)                                                  | 0                                                          | 1                                                          | 1 (5)                                                      |   |             |                                                       |                                                       |                                                       |                                                       |                                                       |       |  |                                                        |                                                        |                                                        |                                                        |                                                        |   |  |                                                      |                                                      |                                                      |                                                      |                                                      |  |  |                                      |                                      |                                      |  |
|  | Gent (p.)                                                  | Gent (p.)                                                  | 0                                                          | 1                                                          | 1 (5)                                                      |   | Gent        | Gent                                                  | 1                                                     | 4                                                     | 5                                                     |                                                       |       |  |                                                        |                                                        |                                                        |                                                        |                                                        |   |  |                                                      |                                                      |                                                      |                                                      |                                                      |  |  |                                      |                                      |                                      |  |
|  |                                                            |                                                            |                                                            |                                                            |                                                            |   | Gent        | Gent                                                  | 1                                                     | 4                                                     | 5                                                     |                                                       |       |  |                                                        |                                                        |                                                        |                                                        |                                                        |   |  |                                                      |                                                      |                                                      |                                                      |                                                      |  |  |                                      |                                      |                                      |  |
|  |                                                            |                                                            | İstanbul Başakşehir                                        | İstanbul Başakşehir                                        | 1                                                          | 1 | 2           |                                                       |                                                       |                                                       |                                                       |                                                       |       |  |                                                        |                                                        |                                                        |                                                        |                                                        |   |  |                                                      |                                                      |                                                      |                                                      |                                                      |  |  |                                      |                                      |                                      |  |
|  |                                                            |                                                            | İstanbul Başakşehir                                        | İstanbul Başakşehir                                        | 1                                                          | 1 | 2           |                                                       |                                                       |                                                       |                                                       |                                                       |       |  |                                                        |                                                        |                                                        |                                                        |                                                        |   |  |                                                      |                                                      |                                                      |                                                      |                                                      |  |  |                                      |                                      |                                      |  |
|  |                                                            |                                                            |                                                            |                                                            |                                                            |   |             |                                                       |                                                       |                                                       |                                                       |                                                       |       |  |                                                        |                                                        |                                                        |                                                        |                                                        |   |  |                                                      |                                                      |                                                      |                                                      |                                                      |  |  |                                      |                                      |                                      |  |
|  |                                                            |                                                            |                                                            |                                                            |                                                            |   |             |                                                       |                                                       |                                                       |                                                       |                                                       |       |  |                                                        |                                                        |                                                        |                                                        |                                                        |   |  |                                                      |                                                      |                                                      |                                                      |                                                      |  |  |                                      |                                      |                                      |  |
|  |                                                            |                                                            |                                                            |                                                            |                                                            |   |             |                                                       | Gent                                                  | Gent                                                  | 1                                                     | 1                                                     | 2     |  |                                                        |                                                        |                                                        |                                                        |                                                        |   |  |                                                      |                                                      |                                                      |                                                      |                                                      |  |  |                                      |                                      |                                      |  |
|  |                                                            |                                                            |                                                            |                                                            |                                                            |   |             |                                                       |                                                       |                                                       |                                                       |                                                       | 2     |  |                                                        |                                                        |                                                        |                                                        |                                                        |   |  |                                                      |                                                      |                                                      |                                                      |                                                      |  |  |                                      |                                      |                                      |  |
|  |                                                            |                                                            | West Ham                                                   | West Ham                                                   | 1                                                          | 4 | 5           |                                                       |                                                       |                                                       |                                                       |                                                       |       |  |                                                        |                                                        |                                                        |                                                        |                                                        |   |  |                                                      |                                                      |                                                      |                                                      |                                                      |  |  |                                      |                                      |                                      |  |
|  | AEK Larnaca                                                | AEK Larnaca                                                | West Ham                                                   | West Ham                                                   | 1                                                          | 4 | 5           | 1                                                     | 0                                                     | 1                                                     |                                                       |                                                       |       |  |                                                        |                                                        |                                                        |                                                        |                                                        |   |  |                                                      |                                                      |                                                      |                                                      |                                                      |  |  |                                      |                                      |                                      |  |
|  | AEK Larnaca                                                | AEK Larnaca                                                |                                                            |                                                            |                                                            |   |             |                                                       |                                                       | 1                                                     |                                                       |                                                       |       |  |                                                        |                                                        |                                                        |                                                        |                                                        |   |  |                                                      |                                                      |                                                      |                                                      |                                                      |  |  |                                      |                                      |                                      |  |
|  | Dnipro-1                                                   | Dnipro-1                                                   | 0                                                          | 0                                                          | 0                                                          |   |             |                                                       |                                                       |                                                       |                                                       |                                                       |       |  |                                                        |                                                        |                                                        |                                                        |                                                        |   |  |                                                      |                                                      |                                                      |                                                      |                                                      |  |  |                                      |                                      |                                      |  |
|  | Dnipro-1                                                   | Dnipro-1                                                   | 0                                                          | 0                                                          | 0                                                          |   | AEK Larnaca | AEK Larnaca                                           | 0                                                     | 0                                                     | 0                                                     |                                                       |       |  |                                                        |                                                        |                                                        |                                                        |                                                        |   |  |                                                      |                                                      |                                                      |                                                      |                                                      |  |  |                                      |                                      |                                      |  |
|  |                                                            |                                                            |                                                            |                                                            |                                                            |   | AEK Larnaca | AEK Larnaca                                           | 0                                                     | 0                                                     | 0                                                     |                                                       |       |  |                                                        |                                                        |                                                        |                                                        |                                                        |   |  |                                                      |                                                      |                                                      |                                                      |                                                      |  |  |                                      |                                      |                                      |  |
|  |                                                            |                                                            | West Ham                                                   | West Ham                                                   | 2                                                          | 4 | 6           |                                                       |                                                       |                                                       |                                                       |                                                       |       |  |                                                        |                                                        |                                                        |                                                        |                                                        |   |  |                                                      |                                                      |                                                      |                                                      |                                                      |  |  |                                      |                                      |                                      |  |
|  |                                                            |                                                            | West Ham                                                   | West Ham                                                   | 2                                                          | 4 | 6           |                                                       |                                                       |                                                       |                                                       |                                                       |       |  |                                                        |                                                        |                                                        |                                                        |                                                        |   |  |                                                      |                                                      |                                                      |                                                      |                                                      |  |  |                                      |                                      |                                      |  |
|  |                                                            |                                                            |                                                            |                                                            |                                                            |   |             |                                                       |                                                       |                                                       |                                                       |                                                       |       |  |                                                        |                                                        |                                                        |                                                        |                                                        |   |  |                                                      |                                                      |                                                      |                                                      |                                                      |  |  |                                      |                                      |                                      |  |
|  |                                                            |                                                            |                                                            |                                                            |                                                            |   |             |                                                       |                                                       |                                                       |                                                       |                                                       |       |  |                                                        |                                                        |                                                        |                                                        |                                                        |   |  |                                                      |                                                      |                                                      |                                                      |                                                      |  |  |                                      |                                      |                                      |  |
|  |                                                            |                                                            |                                                            |                                                            |                                                            |   |             |                                                       |                                                       |                                                       |                                                       |                                                       |       |  |                                                        | West Ham                                               | West Ham                                               | 2                                                      | 1                                                      | 3 |  |                                                      |                                                      |                                                      |                                                      |                                                      |  |  |                                      |                                      |                                      |  |
|  |                                                            |                                                            |                                                            |                                                            |                                                            |   |             |                                                       |                                                       |                                                       |                                                       |                                                       |       |  |                                                        |                                                        |                                                        |                                                        |                                                        | 3 |  |                                                      |                                                      |                                                      |                                                      |                                                      |  |  |                                      |                                      |                                      |  |
|  |                                                            |                                                            | AZ Alkmaar                                                 | AZ Alkmaar                                                 | 1                                                          | 0 | 1           |                                                       |                                                       |                                                       |                                                       |                                                       |       |  |                                                        |                                                        |                                                        |                                                        |                                                        |   |  |                                                      |                                                      |                                                      |                                                      |                                                      |  |  |                                      |                                      |                                      |  |
|  | Ludogorets                                                 | Ludogorets                                                 | AZ Alkmaar                                                 | AZ Alkmaar                                                 | 1                                                          | 0 | 1           | 1                                                     | 1                                                     | 2 (0)                                                 |                                                       |                                                       |       |  |                                                        |                                                        |                                                        |                                                        |                                                        |   |  |                                                      |                                                      |                                                      |                                                      |                                                      |  |  |                                      |                                      |                                      |  |
|  | Ludogorets                                                 | Ludogorets                                                 |                                                            |                                                            |                                                            |   |             |                                                       |                                                       | 2 (0)                                                 |                                                       |                                                       |       |  |                                                        |                                                        |                                                        |                                                        |                                                        |   |  |                                                      |                                                      |                                                      |                                                      |                                                      |  |  |                                      |                                      |                                      |  |
|  | Anderlecht (p.)                                            | Anderlecht (p.)                                            | 0                                                          | 2                                                          | 2 (3)                                                      |   |             |                                                       |                                                       |                                                       |                                                       |                                                       |       |  |                                                        |                                                        |                                                        |                                                        |                                                        |   |  |                                                      |                                                      |                                                      |                                                      |                                                      |  |  |                                      |                                      |                                      |  |
|  | Anderlecht (p.)                                            | Anderlecht (p.)                                            | 0                                                          | 2                                                          | 2 (3)                                                      |   | Anderlecht  | Anderlecht                                            | 1                                                     | 1                                                     | 2                                                     |                                                       |       |  |                                                        |                                                        |                                                        |                                                        |                                                        |   |  |                                                      |                                                      |                                                      |                                                      |                                                      |  |  |                                      |                                      |                                      |  |
|  |                                                            |                                                            |                                                            |                                                            |                                                            |   | Anderlecht  | Anderlecht                                            | 1                                                     | 1                                                     | 2                                                     |                                                       |       |  |                                                        |                                                        |                                                        |                                                        |                                                        |   |  |                                                      |                                                      |                                                      |                                                      |                                                      |  |  |                                      |                                      |                                      |  |
|  |                                                            |                                                            | Villarreal                                                 | Villarreal                                                 | 1                                                          | 0 | 1           |                                                       |                                                       |                                                       |                                                       |                                                       |       |  |                                                        |                                                        |                                                        |                                                        |                                                        |   |  |                                                      |                                                      |                                                      |                                                      |                                                      |  |  |                                      |                                      |                                      |  |
|  |                                                            |                                                            | Villarreal                                                 | Villarreal                                                 | 1                                                          | 0 | 1           |                                                       |                                                       |                                                       |                                                       |                                                       |       |  |                                                        |                                                        |                                                        |                                                        |                                                        |   |  |                                                      |                                                      |                                                      |                                                      |                                                      |  |  |                                      |                                      |                                      |  |
|  |                                                            |                                                            |                                                            |                                                            |                                                            |   |             |                                                       |                                                       |                                                       |                                                       |                                                       |       |  |                                                        |                                                        |                                                        |                                                        |                                                        |   |  |                                                      |                                                      |                                                      |                                                      |                                                      |  |  |                                      |                                      |                                      |  |
|  |                                                            |                                                            |                                                            |                                                            |                                                            |   |             |                                                       |                                                       |                                                       |                                                       |                                                       |       |  |                                                        |                                                        |                                                        |                                                        |                                                        |   |  |                                                      |                                                      |                                                      |                                                      |                                                      |  |  |                                      |                                      |                                      |  |
|  |                                                            |                                                            |                                                            |                                                            |                                                            |   |             |                                                       | Anderlecht                                            | Anderlecht                                            | 2                                                     | 0                                                     | 2 (1) |  |                                                        |                                                        |                                                        |                                                        |                                                        |   |  |                                                      |                                                      |                                                      |                                                      |                                                      |  |  |                                      |                                      |                                      |  |
|  |                                                            |                                                            |                                                            |                                                            |                                                            |   |             |                                                       |                                                       |                                                       |                                                       |                                                       | 2 (1) |  |                                                        |                                                        |                                                        |                                                        |                                                        |   |  |                                                      |                                                      |                                                      |                                                      |                                                      |  |  |                                      |                                      |                                      |  |
|  |                                                            |                                                            | AZ Alkmaar (p.)                                            | AZ Alkmaar (p.)                                            | 0                                                          | 2 | 2 (4)       |                                                       |                                                       |                                                       |                                                       |                                                       |       |  |                                                        |                                                        |                                                        |                                                        |                                                        |   |  |                                                      |                                                      |                                                      |                                                      |                                                      |  |  |                                      |                                      |                                      |  |
|  | Lazio                                                      | Lazio                                                      | AZ Alkmaar (p.)                                            | AZ Alkmaar (p.)                                            | 0                                                          | 2 | 2 (4)       | 1                                                     | 0                                                     | 1                                                     |                                                       |                                                       |       |  |                                                        |                                                        |                                                        |                                                        |                                                        |   |  |                                                      |                                                      |                                                      |                                                      |                                                      |  |  |                                      |                                      |                                      |  |
|  | Lazio                                                      | Lazio                                                      |                                                            |                                                            |                                                            |   |             |                                                       |                                                       | 1                                                     |                                                       |                                                       |       |  |                                                        |                                                        |                                                        |                                                        |                                                        |   |  |                                                      |                                                      |                                                      |                                                      |                                                      |  |  |                                      |                                      |                                      |  |
|  | CFR Cluj                                                   | CFR Cluj                                                   | 0                                                          | 0                                                          | 0                                                          |   |             |                                                       |                                                       |                                                       |                                                       |                                                       |       |  |                                                        |                                                        |                                                        |                                                        |                                                        |   |  |                                                      |                                                      |                                                      |                                                      |                                                      |  |  |                                      |                                      |                                      |  |
|  | CFR Cluj                                                   | CFR Cluj                                                   | 0                                                          | 0                                                          | 0                                                          |   | Lazio       | Lazio                                                 | 1                                                     | 1                                                     | 2                                                     |                                                       |       |  |                                                        |                                                        |                                                        |                                                        |                                                        |   |  |                                                      |                                                      |                                                      |                                                      |                                                      |  |  |                                      |                                      |                                      |  |
|  |                                                            |                                                            |                                                            |                                                            |                                                            |   | Lazio       | Lazio                                                 | 1                                                     | 1                                                     | 2                                                     |                                                       |       |  |                                                        |                                                        |                                                        |                                                        |                                                        |   |  |                                                      |                                                      |                                                      |                                                      |                                                      |  |  |                                      |                                      |                                      |  |
|  |                                                            |                                                            | AZ Alkmaar                                                 | AZ Alkmaar                                                 | 2                                                          | 2 | 4           |                                                       |                                                       |                                                       |                                                       |                                                       |       |  |                                                        |                                                        |                                                        |                                                        |                                                        |   |  |                                                      |                                                      |                                                      |                                                      |                                                      |  |  |                                      |                                      |                                      |  |
|  |                                                            |                                                            | AZ Alkmaar                                                 | AZ Alkmaar                                                 | 2                                                          | 2 | 4           |                                                       |                                                       |                                                       |                                                       |                                                       |       |  |                                                        |                                                        |                                                        |                                                        |                                                        |   |  |                                                      |                                                      |                                                      |                                                      |                                                      |  |  |                                      |                                      |                                      |  |
|  |                                                            |                                                            |                                                            |                                                            |                                                            |   |             |                                                       |                                                       |                                                       |                                                       |                                                       |       |  |                                                        |                                                        |                                                        |                                                        |                                                        |   |  |                                                      |                                                      |                                                      |                                                      |                                                      |  |  |                                      |                                      |                                      |  |
|  |                                                            |                                                            |                                                            |                                                            |                                                            |   |             |                                                       |                                                       |                                                       |                                                       |                                                       |       |  |                                                        |                                                        |                                                        |                                                        |                                                        |   |  |                                                      |                                                      |                                                      |                                                      |                                                      |  |  |                                      |                                      |                                      |  |
|  |                                                            |                                                            |                                                            |                                                            |                                                            |   |             |                                                       |                                                       |                                                       |                                                       |                                                       |       |  |                                                        |                                                        |                                                        |                                                        |                                                        |   |  |                                                      |                                                      |                                                      |                                                      |                                                      |  |  |                                      |                                      |                                      |  |
|  |                                                            |                                                            |                                                            |                                                            |                                                            |   |             |                                                       |                                                       |                                                       |                                                       |                                                       |       |  |                                                        |                                                        |                                                        |                                                        |                                                        |   |  |                                                      |                                                      |                                                      |                                                      |                                                      |  |  |                                      |                                      |                                      |  |

### Ronda preliminar de la fase eliminatoria
Participan un total de 16 equipos, correspondientes  a los 8 equipos que acabaron segundos en la fase de grupos más los 8 equipos clasificados en tercera posición de la Liga Europa de la UEFA 2022-23.
| Equipo 1           | Agr.         | Equipo 2    | Ida | Vuelta |
| ------------------ | ------------ | ----------- | --- | ------ |
| Qarabağ            | 1–1 (3–5 p.) | Gent        | 1–0 | 0–1    |
| Trabzonspor        | 1–2          | Basilea     | 1–0 | 0–2    |
| Lazio              | 1–0          | CFR Cluj    | 1–0 | 0–0    |
| Bodø/Glimt         | 0–1          | Lech Poznań | 0–0 | 0–1    |
| Sporting Braga     | 2–7          | Fiorentina  | 0–4 | 2–3    |
| AEK Larnaca        | 1–0          | Dnipro-1    | 1–0 | 0–0    |
| Sheriff Tiraspol   | 3–2          | Partizán    | 0–1 | 3–1    |
| Ludogorets Razgrad | 2–2 (0–3 p.) | Anderlecht  | 1–0 | 1–2    |

### Octavos de final
Participan un total de 16 equipos, 8 equipos campeones de la Fase de grupos y 8 ganadores de la Ronda preliminar de la Fase eliminatoria.
| Equipo 1         | Agr.         | Equipo 2            | Ida | Vuelta |
| ---------------- | ------------ | ------------------- | --- | ------ |
| AEK Larnaca      | 0–6          | West Ham United     | 0–2 | 0–4    |
| Fiorentina       | 5–1          | Sivasspor           | 1–0 | 4–1    |
| Lazio            | 2–4          | AZ Alkmaar          | 1–2 | 1–2    |
| Lech Poznań      | 5–0          | Djurgårdens         | 2–0 | 3–0    |
| Basilea          | 4–4 (4–1 p.) | Slovan Bratislava   | 2–2 | 2–2    |
| Sheriff Tiraspol | 1–4          | Niza                | 0–1 | 1–3    |
| Anderlecht       | 2–1          | Villarreal          | 1–1 | 1–0    |
| Gent             | 5–2          | İstanbul Başakşehir | 1–1 | 4–1    |

### Cuartos de final
Participan un total de 8 equipos ganadores de los octavos de final.
| Equipo 1    | Agr.         | Equipo 2        | Ida | Vuelta |
| ----------- | ------------ | --------------- | --- | ------ |
| Lech Poznań | 4–6          | Fiorentina      | 1–4 | 3–2    |
| Gent        | 2–5          | West Ham United | 1–1 | 1–4    |
| Anderlecht  | 2–2 (1–4 p.) | AZ Alkmaar      | 2–0 | 0–2    |
| Basilea     | 4–3          | Niza            | 2–2 | 2–1    |

### Semifinales
Participan un total de 4 equipos ganadores de los cuartos de final.
| Equipo 1        | Agr.        | Equipo 2   | Ida | Vuelta |
| --------------- | ----------- | ---------- | --- | ------ |
| Fiorentina      | 4–3 (t. s.) | Basilea    | 1–2 | 3–1    |
| West Ham United | 3–1         | AZ Alkmaar | 2–1 | 1–0    |

### Final
| 1     | POR   | Pietro Terracciano  |       |
| 2     | DEF   | Dodô                |       |
| 4     | DEF   | Nikola Milenković   |       |
| 16    | DEF   | Luca Ranieri        | 84'   |
| 3     | DEF   | Cristiano Biraghi   |       |
| 5     | MED   | Giacomo Bonaventura |       |
| 34    | MED   | Sofyan Amrabat      |       |
| 38    | MED   | Rolando Mandragora  | 90+3' |
| 22    | DEL   | Nicolás González    |       |
| 7     | DEL   | Luka Jović          | 46'   |
| 99    | DEL   | Christian Kouamé    | 62'   |
| D. T. | D. T. | Vincenzo Italiano   |       |

| 13    | POR   | Alphonse Aréola  |       |
| 5     | DEF   | Vladimír Coufal  |       |
| 4     | DEF   | Kurt Zouma       | 61'   |
| 27    | DEF   | Nayef Aguerd     |       |
| 33    | DEF   | Emerson Palmieri |       |
| 28    | MED   | Tomáš Souček     |       |
| 41    | MED   | Declan Rice      |       |
| 20    | MED   | Jarrod Bowen     |       |
| 11    | MED   | Lucas Paquetá    |       |
| 22    | MED   | Saïd Benrahma    | 76'   |
| 9     | DEL   | Michail Antonio  | 90+4' |
| D. T. | D. T. | David Moyes      |       |

| 9  | DEL | Arthur Cabral     | 46'   |
| 8  | DEL | Riccardo Saponara | 62'   |
| 98 | DEF | Igor Julio        | 84'   |
| 72 | MED | Antonín Barák     | 90+3' |

| 24 | DEF | Thilo Kehrer   | 61'   |
| 8  | MED | Pablo Fornals  | 76'   |
| 21 | DEF | Angelo Ogbonna | 90+4' |

| 67' | Giacomo Bonaventura | 1:1 |

| 62' (pen.) · 90' | Saïd Benrahma Jarrod Bowen | 0:1 1:2 |

| 66' · 67' · 75' · 85' | Rolando Mandragora Alfred Duncan Nikola Milenković Sofyan Amrabat |

| 31' · 53' · 90+1' · 90+7' | Saïd Benrahma Nayef Aguerd Aaron Cresswell Jarrod Bowen |

| Principal  | Carlos del Cerro Grande |
| Asistentes | Pau Cebrián Devis       |
|            | Guadalupe Porras Ayuso  |
| Cuarto     | Jesús Gil Manzano       |

| VAR            | Juan Martínez Munuera         |
| Asistentes VAR | Alejandro Hernández Hernández |
|                | Tiago Martins                 |

|                    |     |     |
| Tiros              | 17  | 8   |
| Tiros a puerta     | 4   | 4   |
| Faltas             | 15  | 16  |
| Saques de esquina  | 3   | 4   |
| Fueras de juego    | 2   | 3   |
| Posesión del balón | 63% | 37% |

| Alineación inicial |

| 1     | POR   | Pietro Terracciano  |       |
| 2     | DEF   | Dodô                |       |
| 4     | DEF   | Nikola Milenković   |       |
| 16    | DEF   | Luca Ranieri        | 84'   |
| 3     | DEF   | Cristiano Biraghi   |       |
| 5     | MED   | Giacomo Bonaventura |       |
| 34    | MED   | Sofyan Amrabat      |       |
| 38    | MED   | Rolando Mandragora  | 90+3' |
| 22    | DEL   | Nicolás González    |       |
| 7     | DEL   | Luka Jović          | 46'   |
| 99    | DEL   | Christian Kouamé    | 62'   |
| D. T. | D. T. | Vincenzo Italiano   |       |

| 13    | POR   | Alphonse Aréola  |       |
| 5     | DEF   | Vladimír Coufal  |       |
| 4     | DEF   | Kurt Zouma       | 61'   |
| 27    | DEF   | Nayef Aguerd     |       |
| 33    | DEF   | Emerson Palmieri |       |
| 28    | MED   | Tomáš Souček     |       |
| 41    | MED   | Declan Rice      |       |
| 20    | MED   | Jarrod Bowen     |       |
| 11    | MED   | Lucas Paquetá    |       |
| 22    | MED   | Saïd Benrahma    | 76'   |
| 9     | DEL   | Michail Antonio  | 90+4' |
| D. T. | D. T. | David Moyes      |       |

| 9  | DEL | Arthur Cabral     | 46'   |
| 8  | DEL | Riccardo Saponara | 62'   |
| 98 | DEF | Igor Julio        | 84'   |
| 72 | MED | Antonín Barák     | 90+3' |

| 24 | DEF | Thilo Kehrer   | 61'   |
| 8  | MED | Pablo Fornals  | 76'   |
| 21 | DEF | Angelo Ogbonna | 90+4' |

| 67' | Giacomo Bonaventura | 1:1 |

| 62' (pen.) · 90' | Saïd Benrahma Jarrod Bowen | 0:1 1:2 |

| 66' · 67' · 75' · 85' | Rolando Mandragora Alfred Duncan Nikola Milenković Sofyan Amrabat |

| 31' · 53' · 90+1' · 90+7' | Saïd Benrahma Nayef Aguerd Aaron Cresswell Jarrod Bowen |

| Principal  | Carlos del Cerro Grande |
| Asistentes | Pau Cebrián Devis       |
|            | Guadalupe Porras Ayuso  |
| Cuarto     | Jesús Gil Manzano       |

| VAR            | Juan Martínez Munuera         |
| Asistentes VAR | Alejandro Hernández Hernández |
|                | Tiago Martins                 |

|                    |     |     |
| Tiros              | 17  | 8   |
| Tiros a puerta     | 4   | 4   |
| Faltas             | 15  | 16  |
| Saques de esquina  | 3   | 4   |
| Fueras de juego    | 2   | 3   |
| Posesión del balón | 63% | 37% |

| Alineación inicial |

| 1     | POR   | Pietro Terracciano  |       |
| 2     | DEF   | Dodô                |       |
| 4     | DEF   | Nikola Milenković   |       |
| 16    | DEF   | Luca Ranieri        | 84'   |
| 3     | DEF   | Cristiano Biraghi   |       |
| 5     | MED   | Giacomo Bonaventura |       |
| 34    | MED   | Sofyan Amrabat      |       |
| 38    | MED   | Rolando Mandragora  | 90+3' |
| 22    | DEL   | Nicolás González    |       |
| 7     | DEL   | Luka Jović          | 46'   |
| 99    | DEL   | Christian Kouamé    | 62'   |
| D. T. | D. T. | Vincenzo Italiano   |       |

| 13    | POR   | Alphonse Aréola  |       |
| 5     | DEF   | Vladimír Coufal  |       |
| 4     | DEF   | Kurt Zouma       | 61'   |
| 27    | DEF   | Nayef Aguerd     |       |
| 33    | DEF   | Emerson Palmieri |       |
| 28    | MED   | Tomáš Souček     |       |
| 41    | MED   | Declan Rice      |       |
| 20    | MED   | Jarrod Bowen     |       |
| 11    | MED   | Lucas Paquetá    |       |
| 22    | MED   | Saïd Benrahma    | 76'   |
| 9     | DEL   | Michail Antonio  | 90+4' |
| D. T. | D. T. | David Moyes      |       |

| 9  | DEL | Arthur Cabral     | 46'   |
| 8  | DEL | Riccardo Saponara | 62'   |
| 98 | DEF | Igor Julio        | 84'   |
| 72 | MED | Antonín Barák     | 90+3' |

| 24 | DEF | Thilo Kehrer   | 61'   |
| 8  | MED | Pablo Fornals  | 76'   |
| 21 | DEF | Angelo Ogbonna | 90+4' |

| 67' | Giacomo Bonaventura | 1:1 |

| 62' (pen.) · 90' | Saïd Benrahma Jarrod Bowen | 0:1 1:2 |

| 66' · 67' · 75' · 85' | Rolando Mandragora Alfred Duncan Nikola Milenković Sofyan Amrabat |

| 31' · 53' · 90+1' · 90+7' | Saïd Benrahma Nayef Aguerd Aaron Cresswell Jarrod Bowen |

| Principal  | Carlos del Cerro Grande |
| Asistentes | Pau Cebrián Devis       |
|            | Guadalupe Porras Ayuso  |
| Cuarto     | Jesús Gil Manzano       |

| VAR            | Juan Martínez Munuera         |
| Asistentes VAR | Alejandro Hernández Hernández |
|                | Tiago Martins                 |

|                    |     |     |
| Tiros              | 17  | 8   |
| Tiros a puerta     | 4   | 4   |
| Faltas             | 15  | 16  |
| Saques de esquina  | 3   | 4   |
| Fueras de juego    | 2   | 3   |
| Posesión del balón | 63% | 37% |

| Alineación inicial |

| 1     | POR   | Pietro Terracciano  |       |
| 2     | DEF   | Dodô                |       |
| 4     | DEF   | Nikola Milenković   |       |
| 16    | DEF   | Luca Ranieri        | 84'   |
| 3     | DEF   | Cristiano Biraghi   |       |
| 5     | MED   | Giacomo Bonaventura |       |
| 34    | MED   | Sofyan Amrabat      |       |
| 38    | MED   | Rolando Mandragora  | 90+3' |
| 22    | DEL   | Nicolás González    |       |
| 7     | DEL   | Luka Jović          | 46'   |
| 99    | DEL   | Christian Kouamé    | 62'   |
| D. T. | D. T. | Vincenzo Italiano   |       |

| 13    | POR   | Alphonse Aréola  |       |
| 5     | DEF   | Vladimír Coufal  |       |
| 4     | DEF   | Kurt Zouma       | 61'   |
| 27    | DEF   | Nayef Aguerd     |       |
| 33    | DEF   | Emerson Palmieri |       |
| 28    | MED   | Tomáš Souček     |       |
| 41    | MED   | Declan Rice      |       |
| 20    | MED   | Jarrod Bowen     |       |
| 11    | MED   | Lucas Paquetá    |       |
| 22    | MED   | Saïd Benrahma    | 76'   |
| 9     | DEL   | Michail Antonio  | 90+4' |
| D. T. | D. T. | David Moyes      |       |

| 9  | DEL | Arthur Cabral     | 46'   |
| 8  | DEL | Riccardo Saponara | 62'   |
| 98 | DEF | Igor Julio        | 84'   |
| 72 | MED | Antonín Barák     | 90+3' |

| 24 | DEF | Thilo Kehrer   | 61'   |
| 8  | MED | Pablo Fornals  | 76'   |
| 21 | DEF | Angelo Ogbonna | 90+4' |

| 67' | Giacomo Bonaventura | 1:1 |

| 62' (pen.) · 90' | Saïd Benrahma Jarrod Bowen | 0:1 1:2 |

| 66' · 67' · 75' · 85' | Rolando Mandragora Alfred Duncan Nikola Milenković Sofyan Amrabat |

| 31' · 53' · 90+1' · 90+7' | Saïd Benrahma Nayef Aguerd Aaron Cresswell Jarrod Bowen |

| Principal  | Carlos del Cerro Grande |
| Asistentes | Pau Cebrián Devis       |
|            | Guadalupe Porras Ayuso  |
| Cuarto     | Jesús Gil Manzano       |

| VAR            | Juan Martínez Munuera         |
| Asistentes VAR | Alejandro Hernández Hernández |
|                | Tiago Martins                 |

|                    |     |     |
| Tiros              | 17  | 8   |
| Tiros a puerta     | 4   | 4   |
| Faltas             | 15  | 16  |
| Saques de esquina  | 3   | 4   |
| Fueras de juego    | 2   | 3   |
| Posesión del balón | 63% | 37% |

| Alineación inicial |

|                                     |
| Bandera de Inglaterra               |
| Campeón West Ham United 1.er título |

## Estadísticas

### Tabla de goleadores
Nota: No contabilizados los partidos y goles en rondas previas.
| \| Pos. \| Jugador \| Goles \| Part. (Min.) \| Prom. \| Club \| \| ---- \| --------------------- \| ----- \| ------------ \| ----- \| --------------------- \| \| 1 \| Zeki Amdouni \| 7 \| 11 (876') \| 0.64 \| F. C. Basel \| \| 2 \| Arthur Cabral \| 7 \| 14 (704') \| 0.5 \| A. C. F. Fiorentina \| \| 3 \| Hugo Cuypers \| 6 \| 11 (878') \| 0.55 \| K. A. A. Gent \| \| 4 \| Luka Jović \| 6 \| 13 (649') \| 0.46 \| A. C. F. Fiorentina \| \| 5 \| Michail Antonio \| 6 \| 9 (610') \| 0.67 \| West Ham United F. C. \| \| 6 \| Michał Skóraś \| 5 \| 12 (1040') \| 0.42 \| Lech Poznań \| \| 7 \| Mikael Ishak \| 5 \| 12 (943') \| 0.42 \| Lech Poznań \| \| 8 \| Nicolás Iván González \| 5 \| 11 (830') \| 0.45 \| A. C. F. Fiorentina \| \| 9 \| Andi Zeqiri \| 5 \| 14 (779') \| 0.36 \| F. C. Basel \| \| 10 \| Jarrod Bowen \| 5 \| 11 (744') \| 0.45 \| West Ham United F. C. \| \| 11 \| Artem Dovbyk \| 5 \| 7 (628') \| 0.71 \| SC Dnipro-1 \| \| 12 \| Vangelis Pavlidis \| 5 \| 7 (532') \| 0.71 \| AZ Alkmaar \| \| 13 \| Antonín Barák \| 5 \| 12 (486') \| 0.42 \| A. C. F. Fiorentina \| \| 14 \| Gift Orban \| 5 \| 6 (441') \| 0.83 \| K. A. A. Gent \| \| 15 \| Kristoffer Velde \| 5 \| 8 (396') \| 0.63 \| Lech Poznań \| Actualizado al último partido disputado el 7 de junio de 2023 (de acuerdo a la página oficial de la competición). |                       |       |              |       |                       |
| Pos. | Jugador               | Goles | Part. (Min.) | Prom. | Club                  |
| 1 | Zeki Amdouni          | 7     | 11 (876')    | 0.64  | F. C. Basel           |
| 2 | Arthur Cabral         | 7     | 14 (704')    | 0.5   | A. C. F. Fiorentina   |
| 3 | Hugo Cuypers          | 6     | 11 (878')    | 0.55  | K. A. A. Gent         |
| 4 | Luka Jović            | 6     | 13 (649')    | 0.46  | A. C. F. Fiorentina   |
| 5 | Michail Antonio       | 6     | 9 (610')     | 0.67  | West Ham United F. C. |
| 6 | Michał Skóraś         | 5     | 12 (1040')   | 0.42  | Lech Poznań           |
| 7 | Mikael Ishak          | 5     | 12 (943')    | 0.42  | Lech Poznań           |
| 8 | Nicolás Iván González | 5     | 11 (830')    | 0.45  | A. C. F. Fiorentina   |
| 9 | Andi Zeqiri           | 5     | 14 (779')    | 0.36  | F. C. Basel           |
| 10 | Jarrod Bowen          | 5     | 11 (744')    | 0.45  | West Ham United F. C. |
| 11 | Artem Dovbyk          | 5     | 7 (628')     | 0.71  | SC Dnipro-1           |
| 12 | Vangelis Pavlidis     | 5     | 7 (532')     | 0.71  | AZ Alkmaar            |
| 13 | Antonín Barák         | 5     | 12 (486')    | 0.42  | A. C. F. Fiorentina   |
| 14 | Gift Orban            | 5     | 6 (441')     | 0.83  | K. A. A. Gent         |
| 15 | Kristoffer Velde      | 5     | 8 (396')     | 0.63  | Lech Poznań           |

### Tabla de asistencias
Nota: No contabilizados los partidos y asistencias en rondas previas.
| \| Pos. \| Jugador \| Asistencias \| Part. (Min.) \| Prom. \| Club \| \| ---- \| --------------------- \| ----------- \| ------------ \| ----- \| ----------------------- \| \| 1 \| Cristiano Biraghi \| 5 \| 13 (988') \| 0.38 \| A. C. F. Fiorentina \| \| 2 \| Christian Kouamé \| 5 \| 11 (424') \| 0.45 \| A. C. F. Fiorentina \| \| 3 \| Michael Lang \| 4 \| 11 (992') \| 0.36 \| F. C. Basilea \| \| 4 \| Mikael Ishak \| 4 \| 12 (943') \| 0.33 \| Lech Poznań \| \| 5 \| Giorgi Chakvetadze \| 4 \| 8 (654') \| 0.5 \| Š. K. Slovan Bratislava \| \| 6 \| Magnus Eriksson \| 4 \| 8 (556') \| 0.5 \| Djurgårdens IF \| \| 7 \| Darian Males \| 4 \| 11 (544') \| 0.36 \| F. C. Basilea \| \| 8 \| Jesper Karlsson \| 4 \| 8 (497') \| 0.5 \| AZ Alkmaar \| \| 9 \| Giacomo Bonaventura \| 3 \| 14 (1057') \| 0.21 \| A. C. F. Fiorentina \| \| 10 \| Joel Vieira Pereira \| 3 \| 12 (1049') \| 0.25 \| Lech Poznań \| \| 11 \| Dan Ndoye \| 3 \| 13 (966') \| 0.23 \| F. C. Basilea \| \| 12 \| Hong Hyun-seok \| 3 \| 12 (902') \| 0.25 \| K. A. A. Gent \| \| 13 \| Khéphren Thuram \| 3 \| 10 (879') \| 0.3 \| O. G. C. Niza \| \| 14 \| Milos Kerkez \| 3 \| 11 (853') \| 0.27 \| AZ Alkmaar \| \| 15 \| Nicolás Iván González \| 3 \| 11 (830') \| 0.27 \| A. C. F. Fiorentina \| \| 16 \| Samu Chukwueze \| 3 \| 7 (495') \| 0.43 \| Villarreal C. F. \| \| 17 \| Max Gradel \| 3 \| 7 (467') \| 0.43 \| Sivasspor \| \| 18 \| Dia Saba \| 3 \| 6 (462') \| 0.5 \| Sivasspor \| \| 19 \| Lukas Engel \| 3 \| 5 (405') \| 0.6 \| Silkeborg IF \| Actualizado al último partido disputado el 7 de junio de 2023 (de acuerdo a la página oficial de la competición). |                       |             |              |       |                         |
| Pos. | Jugador               | Asistencias | Part. (Min.) | Prom. | Club                    |
| 1 | Cristiano Biraghi     | 5           | 13 (988')    | 0.38  | A. C. F. Fiorentina     |
| 2 | Christian Kouamé      | 5           | 11 (424')    | 0.45  | A. C. F. Fiorentina     |
| 3 | Michael Lang          | 4           | 11 (992')    | 0.36  | F. C. Basilea           |
| 4 | Mikael Ishak          | 4           | 12 (943')    | 0.33  | Lech Poznań             |
| 5 | Giorgi Chakvetadze    | 4           | 8 (654')     | 0.5   | Š. K. Slovan Bratislava |
| 6 | Magnus Eriksson       | 4           | 8 (556')     | 0.5   | Djurgårdens IF          |
| 7 | Darian Males          | 4           | 11 (544')    | 0.36  | F. C. Basilea           |
| 8 | Jesper Karlsson       | 4           | 8 (497')     | 0.5   | AZ Alkmaar              |
| 9 | Giacomo Bonaventura   | 3           | 14 (1057')   | 0.21  | A. C. F. Fiorentina     |
| 10 | Joel Vieira Pereira   | 3           | 12 (1049')   | 0.25  | Lech Poznań             |
| 11 | Dan Ndoye             | 3           | 13 (966')    | 0.23  | F. C. Basilea           |
| 12 | Hong Hyun-seok        | 3           | 12 (902')    | 0.25  | K. A. A. Gent           |
| 13 | Khéphren Thuram       | 3           | 10 (879')    | 0.3   | O. G. C. Niza           |
| 14 | Milos Kerkez          | 3           | 11 (853')    | 0.27  | AZ Alkmaar              |
| 15 | Nicolás Iván González | 3           | 11 (830')    | 0.27  | A. C. F. Fiorentina     |
| 16 | Samu Chukwueze        | 3           | 7 (495')     | 0.43  | Villarreal C. F.        |
| 17 | Max Gradel            | 3           | 7 (467')     | 0.43  | Sivasspor               |
| 18 | Dia Saba              | 3           | 6 (462')     | 0.5   | Sivasspor               |
| 19 | Lukas Engel           | 3           | 5 (405')     | 0.6   | Silkeborg IF            |

### Jugadores con tres o más goles en un partido
| Pos. | Jugador           | Goles | Fecha                | Local               |                    | Resultado |                    | Visitante     | Reporte          |
| ---- | ----------------- | ----- | -------------------- | ------------------- | ------------------ | --------- | ------------------ | ------------- | ---------------- |
| 1    | José Luis Morales | 3     | 6 de octubre de 2022 | Villarreal          | Bandera de España  | 5 - 0     | Bandera de Austria | Austria Viena | Jornada 3        |
| 2    | Gift Orban        | 3     | 15 de marzo de 2023  | İstanbul Başakşehir | Bandera de Turquía | 1 - 4     | Bandera de Bélgica | Gent          | Octavos de final |

### Rendimiento General
Nota: No contabilizadas las estadísticas en rondas previas.
| Club | Club                | Pts. | PJ | PG | PE | PP | GF | GC | Dif. | Rend.  |
| ---- | ------------------- | ---- | -- | -- | -- | -- | -- | -- | ---- | ------ |
| 1    | West Ham United     | 37   | 13 | 12 | 1  | 0  | 29 | 8  | +21  | 94.87% |
| 2    | Fiorentina          | 31   | 15 | 10 | 1  | 4  | 37 | 18 | +19  | 68.89% |
| 3    | AZ Alkmaar          | 24   | 12 | 8  | 0  | 4  | 19 | 13 | +6   | 66.67% |
| 4    | Basilea             | 21   | 14 | 5  | 6  | 3  | 23 | 20 | +3   | 50%    |
| 5    | Lech Poznań         | 22   | 12 | 6  | 4  | 2  | 22 | 13 | +9   | 61.11% |
| 6    | Anderlecht          | 18   | 12 | 5  | 3  | 4  | 12 | 10 | +2   | 50%    |
| 7    | Niza                | 17   | 10 | 4  | 5  | 1  | 15 | 11 | +4   | 56.67% |
| 8    | Gent                | 16   | 12 | 4  | 4  | 4  | 18 | 14 | +4   | 44.44% |
| 9    | Djurgårdens         | 16   | 8  | 5  | 1  | 2  | 12 | 11 | +1   | 66.67% |
| 10   | İstanbul Başakşehir | 14   | 8  | 4  | 2  | 2  | 17 | 9  | +8   | 58.33% |
| 11   | Villarreal          | 14   | 8  | 4  | 2  | 2  | 15 | 11 | +4   | 58.33% |
| 12   | Slovan Bratislava   | 13   | 8  | 3  | 4  | 1  | 13 | 11 | +2   | 54.17% |
| 13   | Sivasspor           | 11   | 8  | 3  | 2  | 3  | 12 | 12 | 0    | 45.83% |
| 14   | Lazio               | 4    | 4  | 1  | 1  | 2  | 3  | 4  | -1   | 33.33% |
| 15   | AEK Larnaca         | 4    | 4  | 1  | 1  | 2  | 1  | 8  | -7   | 33.33% |
| 16   | Sheriff Tiraspol    | 3    | 4  | 1  | 0  | 3  | 4  | 6  | -2   | 25%    |
| 17   | Partizán            | 12   | 8  | 3  | 3  | 2  | 11 | 10 | +1   | 50%    |
| 18   | Dnipro-1            | 11   | 8  | 3  | 2  | 3  | 9  | 8  | +1   | 45.83% |
| 19   | CFR Cluj            | 11   | 8  | 3  | 2  | 3  | 5  | 6  | -1   | 45.83% |
| 20   | Ludogorets Razgrad  | 3    | 2  | 1  | 0  | 1  | 2  | 2  | 0    | 50%    |
| 21   | Qarabağ             | 3    | 2  | 1  | 0  | 1  | 1  | 1  | 0    | 50%    |
| 22   | Trabzonspor         | 3    | 2  | 1  | 0  | 1  | 1  | 2  | -1   | 50%    |
| 23   | Bodø/Glimt          | 1    | 2  | 0  | 1  | 1  | 0  | 1  | -1   | 16.67% |
| 24   | Sporting Braga      | 0    | 2  | 0  | 0  | 2  | 2  | 7  | -5   | 0%     |
| 25   | Colonia             | 8    | 6  | 2  | 2  | 2  | 8  | 8  | 0    | 44.44% |
| 26   | Slavia Praga        | 8    | 6  | 2  | 2  | 2  | 6  | 7  | -1   | 44.44% |
| 27   | Hapoel Be'er Sheva  | 7    | 6  | 1  | 4  | 1  | 8  | 5  | +3   | 38.89% |
| 28   | Molde               | 7    | 6  | 2  | 1  | 3  | 9  | 10 | -1   | 38.89% |
| 29   | Apollon Limassol    | 7    | 6  | 2  | 1  | 3  | 5  | 7  | -2   | 38.89% |
| 30   | Silkeborg           | 6    | 6  | 2  | 0  | 4  | 12 | 7  | +5   | 33.33% |
| 31   | Pyunik              | 6    | 6  | 2  | 0  | 4  | 8  | 9  | -1   | 33.33% |
| 32   | Heart of Midlothian | 6    | 6  | 2  | 0  | 4  | 6  | 16 | -10  | 33.33% |
| 33   | Žalgiris            | 5    | 6  | 1  | 2  | 3  | 5  | 7  | -2   | 27.78% |
| 34   | Slovácko            | 5    | 6  | 1  | 2  | 3  | 8  | 11 | -3   | 27.78% |
| 35   | Ballkani            | 4    | 6  | 1  | 1  | 4  | 8  | 11 | -3   | 22.22% |
| 36   | Vaduz               | 2    | 6  | 0  | 2  | 4  | 5  | 11 | -6   | 11.11% |
| 37   | Austria Viena       | 2    | 6  | 0  | 2  | 4  | 2  | 15 | -13  | 11.11% |
| 38   | RFS                 | 2    | 6  | 0  | 2  | 4  | 2  | 11 | -9   | 11.11% |
| 39   | Shamrock Rovers     | 2    | 6  | 0  | 2  | 4  | 1  | 10 | -9   | 11.11% |
| 40   | FCSB                | 2    | 6  | 0  | 2  | 4  | 3  | 18 | -15  | 11.11% |

### Equipo ideal
El grupo de observadores técnicos de UEFA, seleccionó los siguientes 11 futbolistas como «Equipo de la Temporada» de la competición:
| \| N.º \| Pos. \| Nac. \| Jugador \| Equipo \| \| ------------------------------------------------------ \| ---- \| ---- \| ----------------- \| --------------------- \| \| 13 \| POR \| \| Alphonse Areola \| West Ham United F. C. \| \| 3 \| DEF \| \| Cristiano Biraghi \| A. C. F. Fiorentina \| \| 27 \| DEF \| \| Nayef Aguerd \| West Ham United F. C. \| \| 4 \| DEF \| \| Nikola Milenković \| A. C. F. Fiorentina \| \| 27 \| DEF \| \| Dan Ndoye \| F. C. Basel \| \| 41 \| MED \| \| Declan Rice \| West Ham United F. C. \| \| 8 \| MED \| \| Andy Diouf \| F. C. Basel \| \| 11 \| MED \| \| Lucas Paquetá \| West Ham United F. C. \| \| 20 \| DEL \| \| Jarrod Bowen \| West Ham United F. C. \| \| 9 \| DEL \| \| Michail Antonio \| West Ham United F. C. \| \| 22 \| DEL \| \| Nicolás González \| A. C. F. Fiorentina \| \| Fuente: Unión Europea de Asociaciones de Fútbol (UEFA) \| \| \| \| \| |      |                       |                   |                       |
| N.º | Pos. | Nac.                  | Jugador           | Equipo                |
| 13 | POR  | Bandera de Francia    | Alphonse Areola   | West Ham United F. C. |
| 3 | DEF  | Bandera de Italia     | Cristiano Biraghi | A. C. F. Fiorentina   |
| 27 | DEF  | Bandera de Marruecos  | Nayef Aguerd      | West Ham United F. C. |
| 4 | DEF  | Bandera de Serbia     | Nikola Milenković | A. C. F. Fiorentina   |
| 27 | DEF  | Bandera de Suiza      | Dan Ndoye         | F. C. Basel           |
| 41 | MED  | Bandera de Inglaterra | Declan Rice       | West Ham United F. C. |
| 8 | MED  | Bandera de Francia    | Andy Diouf        | F. C. Basel           |
| 11 | MED  | Bandera de Brasil     | Lucas Paquetá     | West Ham United F. C. |
| 20 | DEL  | Bandera de Inglaterra | Jarrod Bowen      | West Ham United F. C. |
| 9 | DEL  | Bandera de Jamaica    | Michail Antonio   | West Ham United F. C. |
| 22 | DEL  | Bandera de Argentina  | Nicolás González  | A. C. F. Fiorentina   |
| Fuente: Unión Europea de Asociaciones de Fútbol (UEFA) |      |                       |                   |                       |